# Temi LGBT nella narrativa fantastica

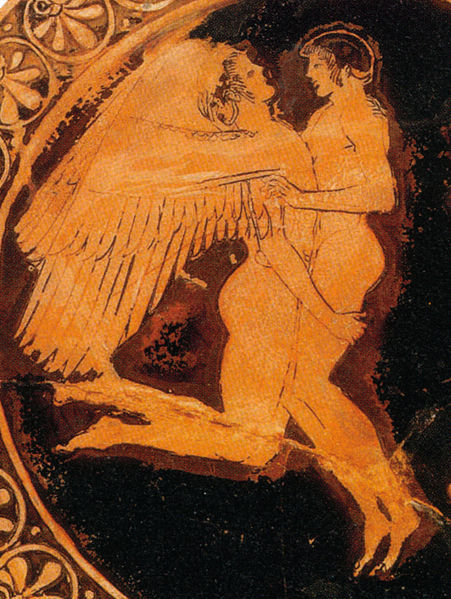
L'Anemoi Zefiro e Giacinto: la mitologia greca, che spesso presenta l'omosessualità, è fonte per molta narrativa fantastica moderna e le sue figure mitiche continuano ad apparire massicciamente nelle storie del tipo fantasy e fantastico.

I temi LGBT nella narrativa fantastica si riferiscono all'incorporazione nel tessuto della trama narrativa di tematiche gay, lesbiche, bisessuali o transgender per quanto concerne la fantascienza, la fantasy, l'orrore ed in altri generi correlati come la slash fiction. Tali elementi possono comprendere una figura LGBT come protagonista o quantomeno come uno dei personaggi principali, o esplorazioni della sessualità o del genere le quali si discostano dell'eteronormatività.
La fantascienza e la fantasy in particolar modo sono tradizionalmente delle tipologie di narrazione alquanto puritane destinate ad un pubblico di giovani lettori maschi e possono quindi trovarsi ad essere più limitati della letteratura non di genere, soprattutto a causa delle convenzioni radicate nella loro caratterizzazione dei personaggi e delle trame oltre che dall'effetto che queste hanno sulle raffigurazioni della sessualità, del ruolo di genere dell'identità di genere.
Tuttavia il fantastico nel contempo offre anche agli autori quella libertà necessaria per poter immaginare sistemi sociali altamente differenti rispetto alle culture presenti nella vita reale. Una tale libertà rende la narrativa un mezzo utile per giungere ad esaminare il pregiudizio sessuale, costringendo in questo caso il lettore a riconsiderare i propri assunti culturali eteronormativi. È stato anche sostenuto da critici come Nicola Griffith che i lettori LGBT si identificano fortemente con il mutante ed altri extraterrestri nella fantascienza "alieni-estranei" rinvenuti nel tessuto della narrazione.
Prima degli anni 1960 la sessualità esplicita di qualsiasi tipo era assai rara nella narrativa fantastica, poiché gli editori che controllavano sempre con estrema attenzione ciò che era stato pubblicato tentavano di proteggere il loro mercato chiave, percepito nei lettori adolescenti. Con il susseguente ampliarsi della fascia di pubblico è stato possibile includere personaggi che erano omosessuali non mascherati - anche se tendevano a rimanere dalla parte dei cattivi - mentre le lesbiche sono rimaste quasi completamente non rappresentate.
Dagli anni 1960 in poi fantascienza e fantasy hanno cominciato a riflettere i cambiamenti indotti dal movimento per i diritti civili degli afroamericani e l'emergere di una controcultura assai agguerrita, inclusa la controcultura degli anni 1960 e la seconda ondata femminista. La New Wave e la fantascienza femminista hanno un poco per volta creato delle culture futuriste in cui l'omosessualità, la bisessualità e una varietà di altri modelli di genere diventavano invero la norma e in cui le rappresentazioni simpatetiche della sessualità alternativa erano all'ordine del giorno.
A partire dagli anni 1980 l'omosessualità ha ottenuto un'accettazione generalizzata molto più ampia e spesso è stata incorporata in storie di finzione mainstream altrimenti convenzionali; sono emersi lavori che vanno al di là della semplice rappresentazione all'esplorazione di questioni specificamente rilevanti per l'intera comunità gay e la cultura LGBT. Questo sviluppo è stato aiutato dal crescente numero di autori apertamente gay o lesbiche e dalla loro iniziale accettazione da parte dei fandom del fantastico.
Sono pertanto emerse pubblicazioni specializzate di editoria gay e una serie di premi che riconoscevano i successi ottenuti all'interno del genere, mentre dal XXI secolo l'evidente omofobia non era più considerata accettabile dalla maggior parte dei lettori del genere fantastico. C'è stato inoltre un aumento simultaneo della rappresentatività all'interno di forme non letterarie; l'inclusione di temi LGBT nel fumetto, nelle serie televisive e al cinema continua ad attirare l'attenzione dei mass media e anche le polemiche, mentre la percezione della mancanza di una rappresentazione sufficiente, insieme a descrizioni non realistiche, provoca aspre critiche da parte del movimento LGBT.

## Analisi critica

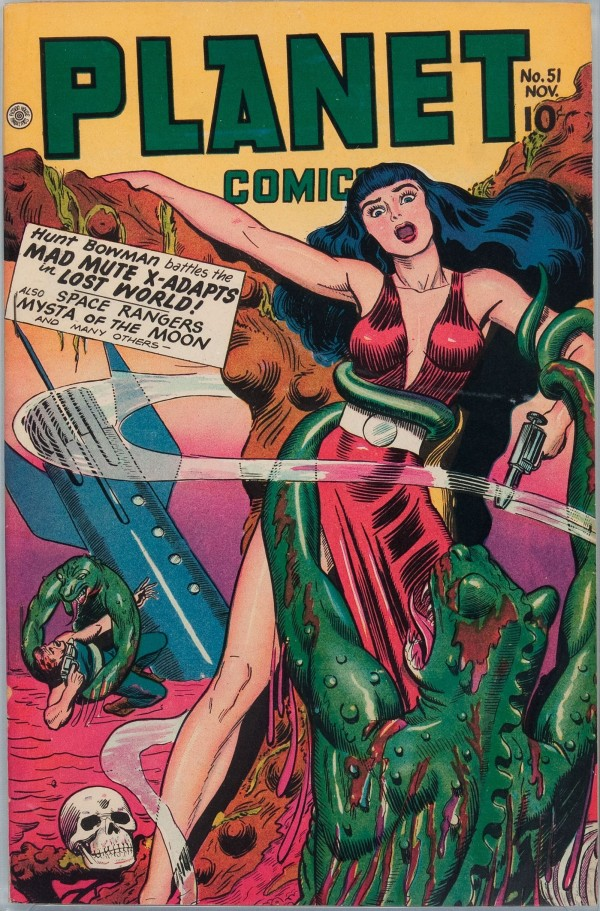
La tipica copertina di una rivista pulp

In quanto generi letterari popolari la fantascienza e la narrativa fantasy appaiono spesso maggiormente vincolate della letteratura non di genere dalle loro convenzioni sulla caratterizzazione e dagli effetti che queste hanno nella rappresentazione della sessualità e del genere di appartenenza. In particolar modo quello fantascientifico costituisce una tipologia di narrazione per così dire puritano orientato in larga parte verso un pubblico di lettori maschi.
La sessualità viene spesso collegata al disgusto nell'ambito del fantastico tanto che le trame basate su possibili relazioni amorose e/o rapporti implicanti l'erotismo sono quasi sempre state accuratamente evitate nell'ambito delle narrative di tipo fantasy.

D'altronde sia la fantascienza che il fantasy possono fornire un più ampio ventaglio di libertà rispetto alla letteratura del realismo nell'immaginare alternative alle ipotesi predefinite di eterosessualità e mascolinità che permeano un ampio ventaglio di culture tradizionali. L'omosessualità è divenuta una caratteristica comune e accettata in entrambe, una prevalenza per lo più dovuta all'influenza del femminismo e della cultura lesbica in particolare e di quella LGBT più in generale.
Nella narrativa fantastica pertanto l'estrapolazione consente agli scrittori di concentrarsi non tanto sul modo in cui le cose sono o erano, come fa ad esempio la letteratura gay non di genere, ma sulla maniera in cui le cose potrebbero essere e come e in che modo "diverse".
Ciò fornisce alla fantascienza una qualità che il critico nonché accademico croato Darko Suvin ha definito "estraniamento cognitivo": il riconoscimento dunque che ciò che stiamo leggendo non è e non rappresenta fedelmente il mondo così come lo conosciamo comunemente, bensì un'alterità o una dimensione parallela in cui le differenze ci costringono a riconsiderare le nostre con una prospettiva da "outsider".
Quando la detta estrapolazione viene a coinvolgere anche la sessualità o il genere può arrivare a costringere il lettore appassionato a riconsiderare i propri assunti culturali fondati sull'eteronormatività; la libertà d'immaginare sistemi socio-culturali differenti o estranei se confrontati all'ambito culturale della vita reale rende il genere fantastico un mezzo assai efficace per esaminare approfonditamente il pregiudizio sessuale.

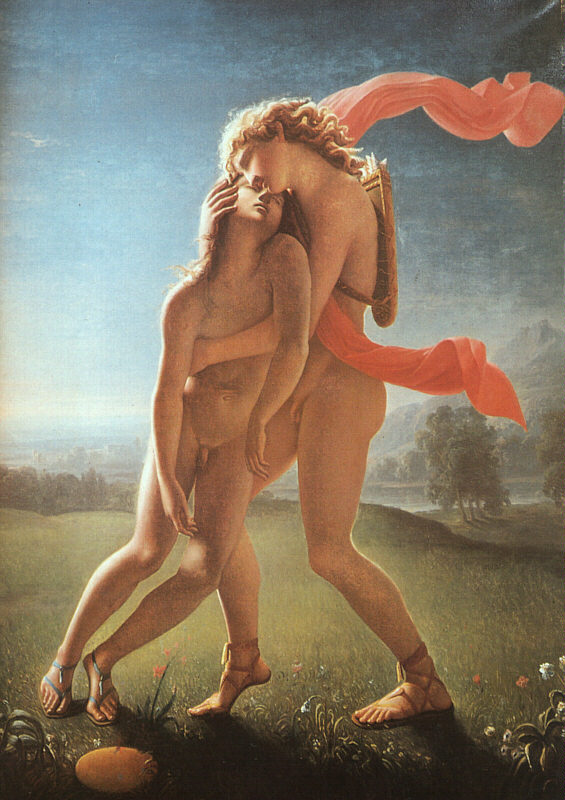
La morte di Giacinto (1801) di Jean Broc

Nella fantascienza tali "corpi estranei" possono includere una tecnologia la quale altera anche in una modalità significativa sia la sessualità che la riproduzione sessuata. Nel ristretto ambito della fantasy tali caratteristiche comprendono facilmente figure come le divinità della mitologia universale ed il suo archetipo dell'eroe, che non sono limitati dai preconcetti della sessualità e del genere umani, permettendo pertanto loro di essere reinterpretati.
Il fantastico ha anche dipinto una pletora di metodi per definizione "alieni"-non realistici per quanto concerne la riproduzione e la sessualità, alcuni dei quali possono essere veduti come omo e/o bisessuali attraverso una lente di genere non-binario nei riguardi del binarismo di genere.
Nonostante la libertà offerta i personaggi gay continuano a rimanere per lo più artificiosi e sottoposti agli stereotipi LGBT e la maggior parte delle storie di fantascienza dà per scontata la prosecuzione delle istituzioni eteronormative; solitamente le forme alternative della storia della sessualità umana sono state approcciate attraverso l'allegoria o includendovi i personaggi LGBT in un modo tale da non contraddire le ipotesi della società predominante per quel che concerne il ruolo di genere.
Quelle opere che vengono a rappresentare personaggi gay hanno più probabilità di essere prodotte da scrittrici e di conseguenza anche di essere viste in quanto rivolte ad altre donne o ragazze; i grandi nomi tra gli scrittori di sesso maschile mantengono una minor possibilità di esplorare temi gay. La letteratura dell'immaginario è stata quindi sempre tradizionalmente eterosessuale.
Samuel R. Delany ha commentato sul fatto che la comunità fantascientifica è composta prevalentemente da eterosessuali maschi bianchi, ma che la proporzione di un gruppo sociale di minoranza - incluse le persone omosessuali - è generalmente più alta di quella rinvenuta all'interno di un altro qualsiasi "gruppo letterario". L'inserimento dell'omosessualità nel fantastico è stata descritta nella "Science Fiction Culture" come "a volte in netto ritardo rispetto alla popolazione generale, ma altre volte invece in anticipo e in deciso aumento".

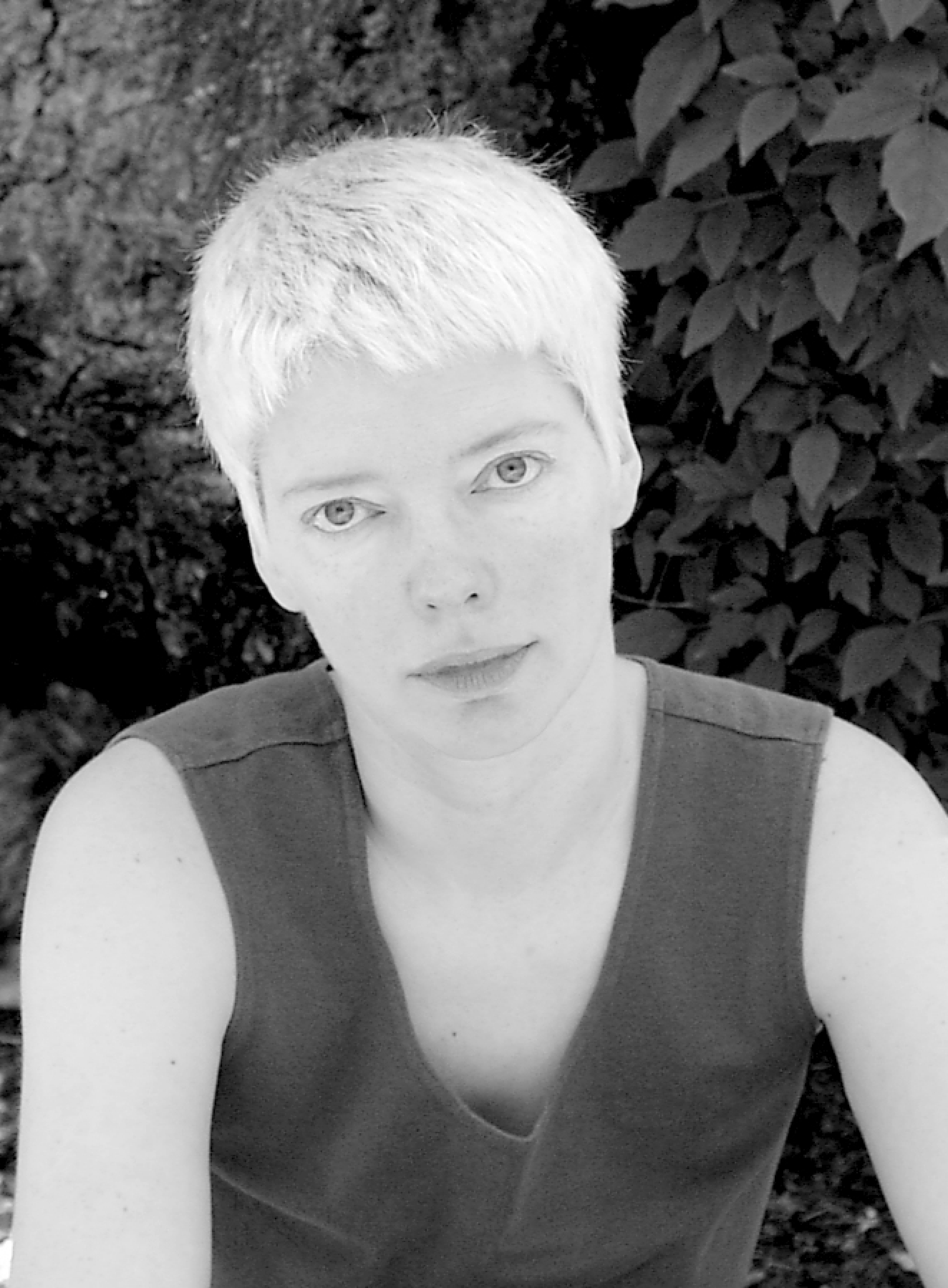
Foto di Nicola Griffith

La scrittrice e saggista Nicola Griffith non ha mancato di far notare che i lettori e il pubblico LGBT tendono ad identificarsi fortemente con lo status di outsider (straniero) dei mutanti, alieni o comunque di personaggi che conducono vite nascoste o doppie nella trama della vicenda.

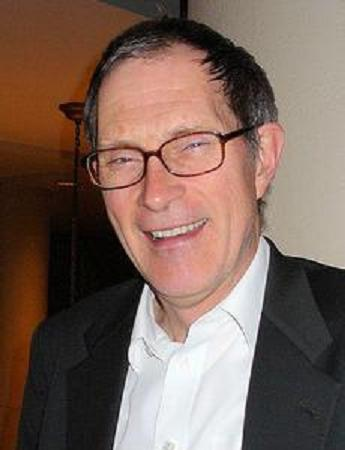
Foto di Geoff Ryman

Di contro l'esperto di storia della fantascienza Geoff Ryman ha affermato che i mercati dei generi gay e fantastico sono e rimangono in larga parte incompatibili, con i suoi libri commercializzati o come gay o come fantasy, ma mai entrambi contemporaneamente.
David Seed invece ha detto che i puristi della letteratura dell'immaginario hanno negato ch'essa si focalizzi su temi - anche solo nella fantascienza soft - riguardanti gruppi marginali (tra cui i gay), i quali non possono quindi mai rappresentare e raffigurare la "vera fantascienza".
La fantascienza gay e lesbica è stata a volte raggruppata in qualità di sottogeneri distinti all'interno della narrativa fantastica e possiede una sua qual certa tradizione sia di editori che di premi separati.

## Letteratura

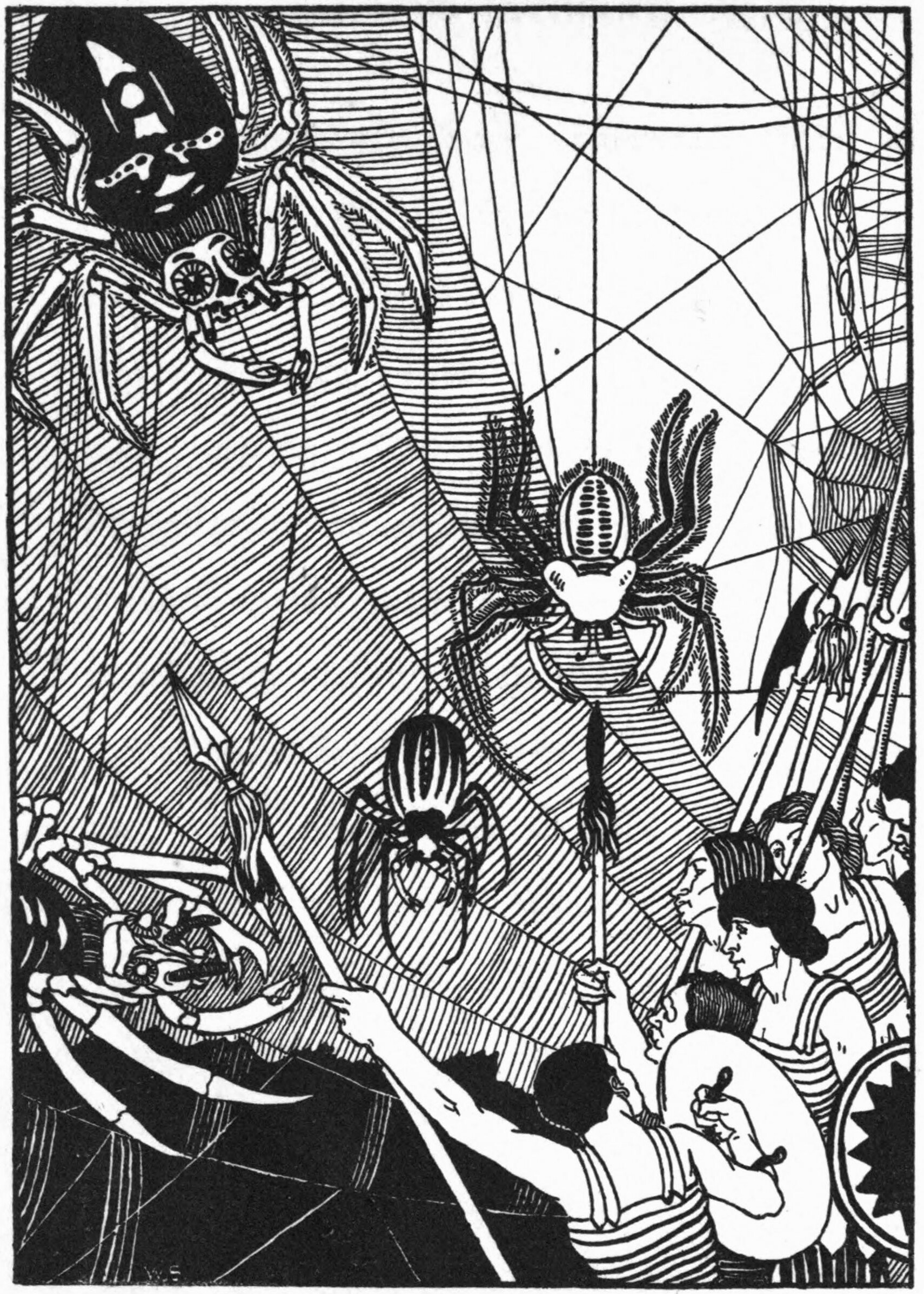
Illustrazione del 1894 di Aubrey Beardsley che descrive una scena di combattimento presente ne La storia vera di Luciano di Samosata.

### Precursori
La storia vera dello scrittore greco antico Luciano di Samosata (120-185) è stata definita il primo esempio superstite di "science fiction" oltre che la prima autentica storia di "fantascienza gay".
Il narratore viene improvvisamente avviluppato da un ciclone tropicale e trascinato verso la luna la quale risulta essere abitata da una società di uomini che si trovano in uno stato perenne di guerra contro il sole; dopo che l'eroe protagonista si è distinto in combattimento il sovrano lunare gli dona come sposo il figlio, ossia il principe di turno.
Questo sistema sociale esclusivamente al maschile riproduce solo bambini maschi partorendo dalla coscia - come accadde per Dioniso nato direttamente da Zeus - o coltivando un figlio dal vegetale prodotto piantando il testicolo sinistro sulla superficie della Luna.

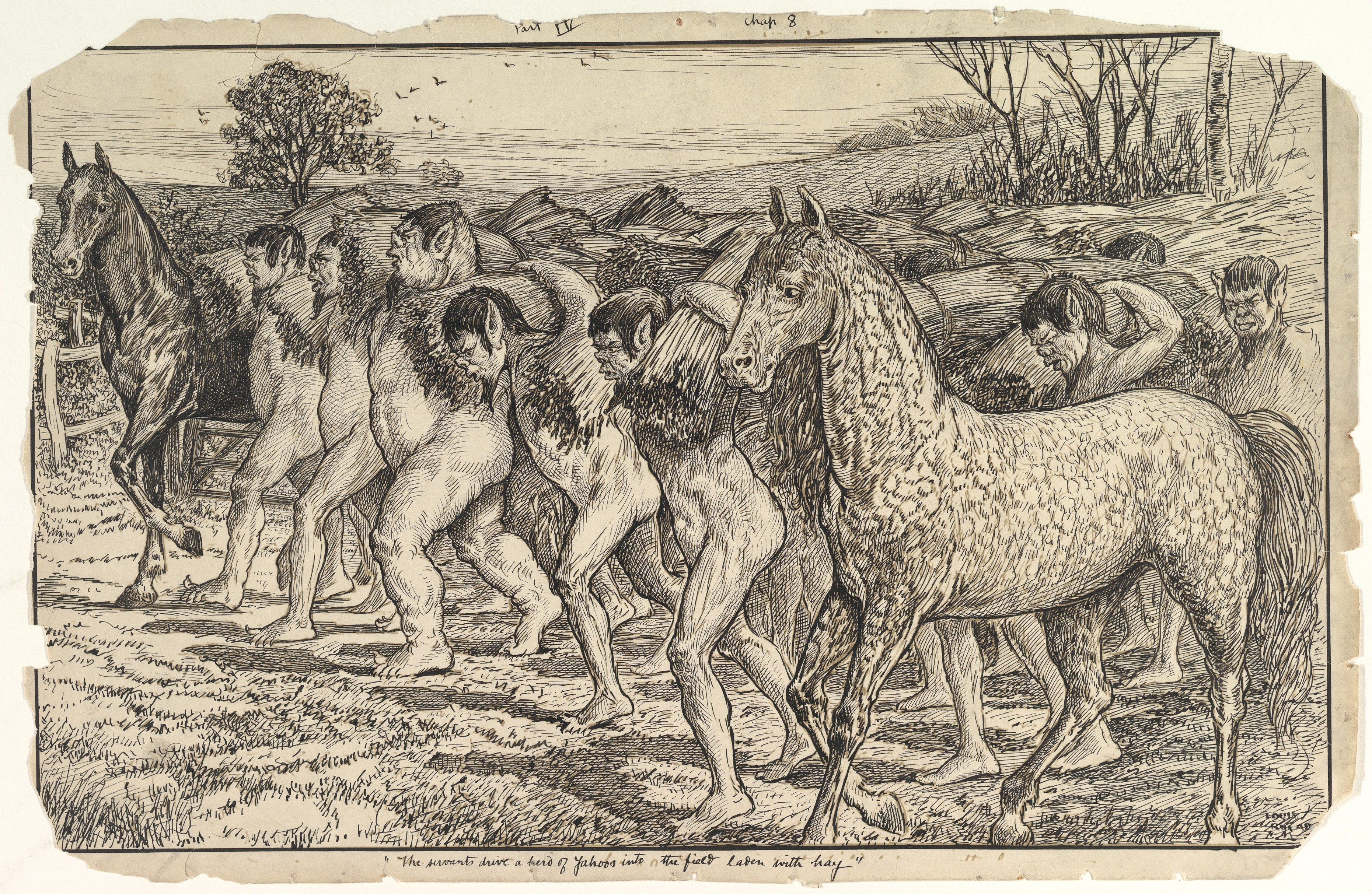
The Servants Drive a Herd of Yahoos into the Field di Louis John Rhead, al Metropolitan Museum of Art.

In altre opere fantastiche pioneristiche il sesso stesso o la sessualità di qualsiasi tipo, venne equiparato ai desideri basilari o alla "bestialità" come ad esempio succede ne I viaggi di Gulliver di Jonathan Swift ove si contrappone lo Yahoo animalista e apertamente sessuale alla popolazione degli Houyhnhnm assai più riservati e con un'intelligenza estremamente sviluppata.
La trattazione disinvolta di argomenti sessuali nella letteratura del XIX secolo fu abbandonata nella stragrande maggioranza della narrativa fantastica, sebbene Wendy Pearson abbia rilevato che le questioni inerenti al genere o la sessualità rimasero centrali sin dal suo inizio, ma che sono invece state totalmente ignorate sia dai lettori che dalla critica letteraria fino al termine del XX secolo.

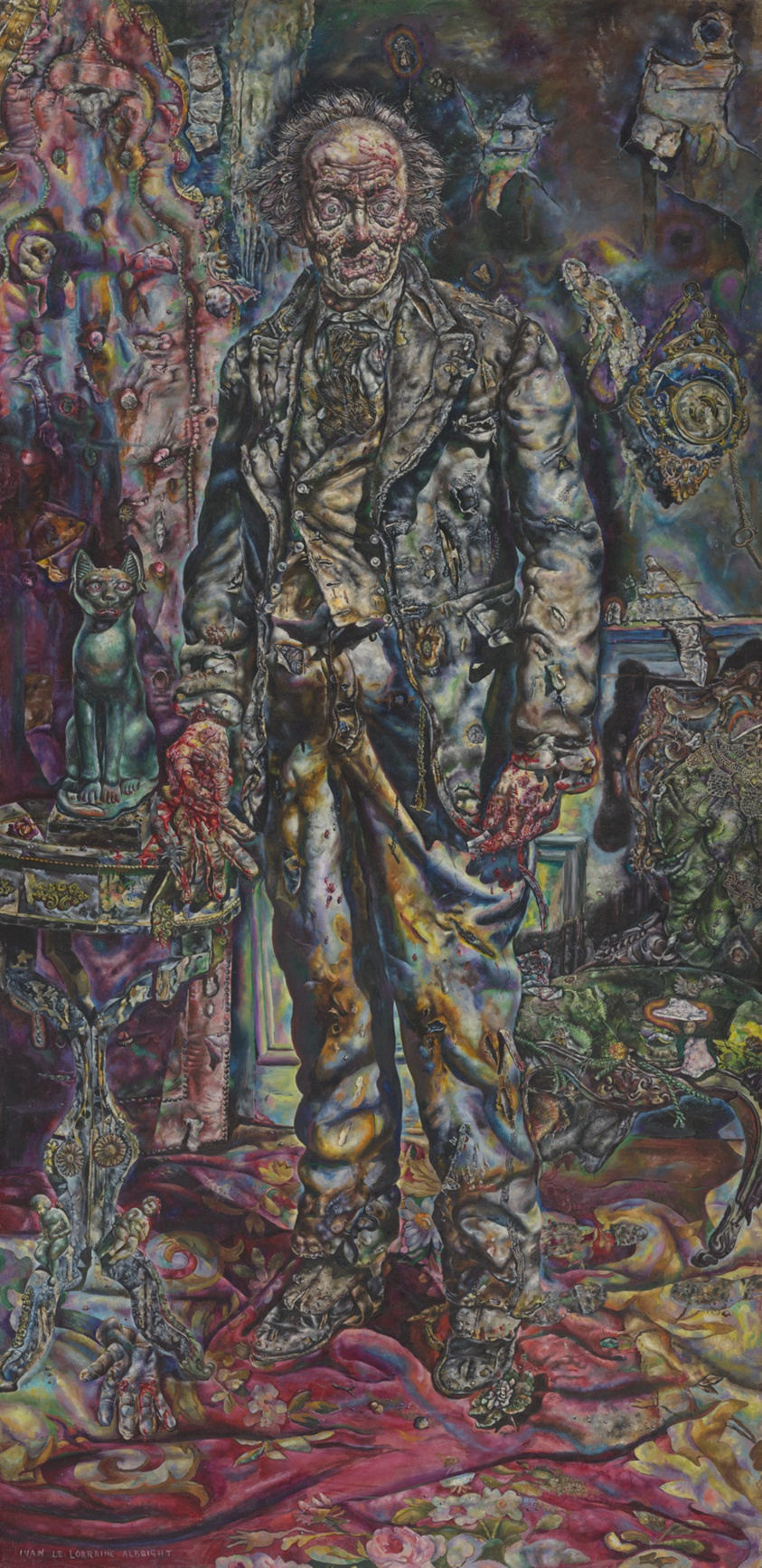
Il ritratto di Dorian Gray dipinto da Ivan Albright

Le prime opere contenenti temi LGBT mostrarono che i personaggi gay erano "moralmente impuri" e tale giudizio include la prima vicenda di vampirismo lesbico, Carmilla (1872) di Joseph Sheridan Le Fanu; ma anche Il ritratto di Dorian Gray (1890) di Oscar Wilde il quale letteralmente scioccò i lettori suoi contemporanei con l'atmosfera di sensualità che pervade l'intero racconto e con i suoi personaggi implicitamente omosessuali.
An Anglo-American Alliance, un romanzo del 1906 di Gregory Casparian è ritenuto il primo libro di fantascienza a ritrarre apertamente una relazione lesbica di amore romantico.

### Era pulp: 1920-1930
Durante l'era del pulp magazine qualsiasi forma di sessualità esplicita si mantenne assai rara nei generi fantascientifici e fantasy.
Per molti anni gli editor - i quali continuarono a tenere sotto uno stretto controllo tutto ciò che veniva via via pubblicato - si sentirono in dovere di "proteggere" i lettori adolescenti identificati come il loro principale mercato di vendita. Sebbene le copertine di alcune riviste pulp degli anni 1930 mostrassero donne in abiti discinti minacciate da alieni tentacolari, si trattò spesso di un sensazionalismo non corrispondente affatto al contenuto effettivo del periodico.
In un tale contesto scrittori come Edgar Pangborn, che nel proprio lavoro mostrò all'opera delle appassionate amicizie maschili, rimasero dei casi estremamente rari ed eccezionali; quasi fino al termine della loro carriera ritennero di caratterizzare un implicito amore romantico di tipo omosessuale in senso meramente idealistico in cui già un bacio sarebbe stato considerato assolutamente eccessivo. In tal modo la sessualità implicita o camuffata si rivelò importante tanto quella apertamente rivelata.
In quanto tale la narrativa fantastica rifletté pienamente i costumi sociali del tempo, parallelamente ai pregiudizi comuni; ciò in particolare nella narrativa pulp, ancor più che nelle opere letterarie dell'epoca. Man mano che la forbice demografica dei lettori prese ad allargarsi fu possibile cominciare ad inserire dei personaggi omosessuali che erano più o meno mascherati, velati; ma questi, in accordo con gli atteggiamenti del momento, tendevano ad essere dalla parte dei cattivi: stereotipati come malvagi, folli o esageratamente effeminati.
Il ruolo maggiormente popolare per l'omosessuale rimase quello del "piccolo tiranno affetto da decadentismo, schiavo del mondo e dei suoi beni", la cui corrotta forma di governo era destinata ad essere alla fine rovesciata dal giovane eroe eterosessuale maschio. Nel corso di questi decenni le lesbiche furono invece quasi completamente assenti, semplicemente inesistenti, non rappresentate quindi né dalla parte dei buoni né da quella dei nemici.
Uno dei primi esempi di genere fantascientifico comprendente una quantità impegnativa e totalmente inusitata di attività sessuale non convenzionale fu il romanzo d'esordio di Olaf Stapledon intitolato Q.I. 10000 (Odd John, 1935); John è un mutante con delle straordinarie abilità mentali e che non si lascerà vincolare da molte delle regole imposte dalla società britannica ordinaria a lui contemporanea. La trama sottintende con forza la seduzione di un ragazzo più grande il quale si dedica interamente a lui, ma anche che soffre dell'affronto che la relazione amorosa crea per a sua stessa morale.

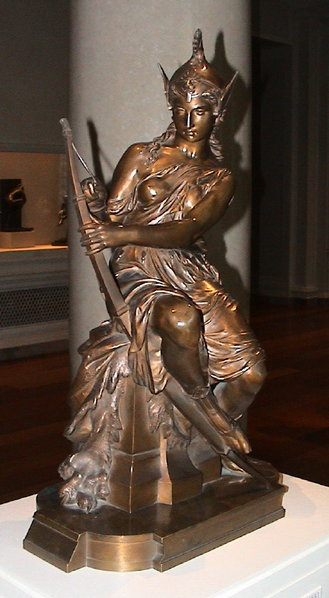
Le Amazzoni e la donna guerriera, uno degli stereotipi LGBT a valenza lesbica assai comune e diffuso durante l'epoca d'oro della fantascienza.

### Golden Age: 1940-1950
Nell'epoca d'oro della fantascienza, secondo quanto ne dice l'autrice lesbica Joanna Russ, il genere "ha decisamente ignorato il soggetto" dell'omosessualità; ma mentre i lettori di fantasy cominciarono ad invecchiare nel corso degli anni 1950 alcuni scrittori, come ad esempio Philip José Farmer e Theodore Sturgeon, si trovarono nelle condizioni più propizie per poter provare ad introdurre una sessualità più esplicita all'interno dei propri lavori. Fino al termine del decennio seguente tuttavia ben pochi altri furono in grado di descrivere una sessualità alternativa o il ruolo di genere rivisitato od infine questioni sessuali indagate apertamente.
La maggior parte dei personaggi LGBT continuarono ad essere raffigurati come delle caricature, tutt'al più come "Amazzoni che odiano gli uomini" per quanto riguarda le lesbiche; i tentativi messi in campo di ritrarre le persone omosessuali in una maniera maggiormente comprensiva o non stereotipata vennero accolti nella maggioranza dei casi con una radicata ostilità.

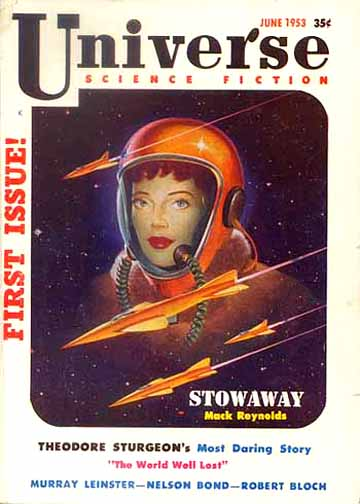
Il numero di Universe in cui venne stampato per la prima volta The World Well Lost (1953).

Sturgeon scrisse molte storie in questo periodo le quali sottolinearono l'importanza dell'amore, indipendentemente dalle attuali norme sociali vigenti. Nel suo racconto intitolato The World Well Lost (1953) pubblicato per la prima volta nella rivista Universe sono ritratti dei fuggitivi omosessuali alieni i quali non corrispondono affatto ai tabù presenti nei riguardi dell'amore omosessuale umano. La tagline della copertina recitò: "La sua prova più audace".
La sua delicata trattazione sull'argomento si rivelò alquanto insolita per la fantascienza fatta pubblicare fino a quel tempo e viene considerata come una pietra miliare nella rappresentazione del carattere omosessuale in ambito fantascientifico.
Secondo un aneddoto riportato da Samuel R. Delany, quando Sturgeon presentò per la prima volta la storia l'editore Haywood Braun non solamente la respinse, ma siprese la briga di telefonare anche a tutti gli altri editori che conosceva esortandoli a rifiutarla a loro volta.
In seguito l'autore scrisse Affair with a Green Monkey il quale esaminò la forte stereotipizzazione sociale a cui andavano incontro gli omosessuali e nel 1960 pubblicò Venus Plus X, in cui è rappresentata una società monogena (di un unico genere) e l'omofobia del protagonista ritratta sfavorevolmente.
Le immagini di futuribili visioni delle società omosessuali maschili rimasero ampiamente negative agli occhi della maggior parte degli autori di fantascienza. Ad esempio nel racconto di Charles Beaumont intitolato The Crooked Man (1955) - uscito per la prima volta su Playboy - quando il problema della sovrappopolazione planetaria sempre più pressante fa sì di allontanare il mondo dall'eterosessualità ecco che gli omosessuali inumani cominciano ad opprimere e sottoporre a persecuzione gli etero.

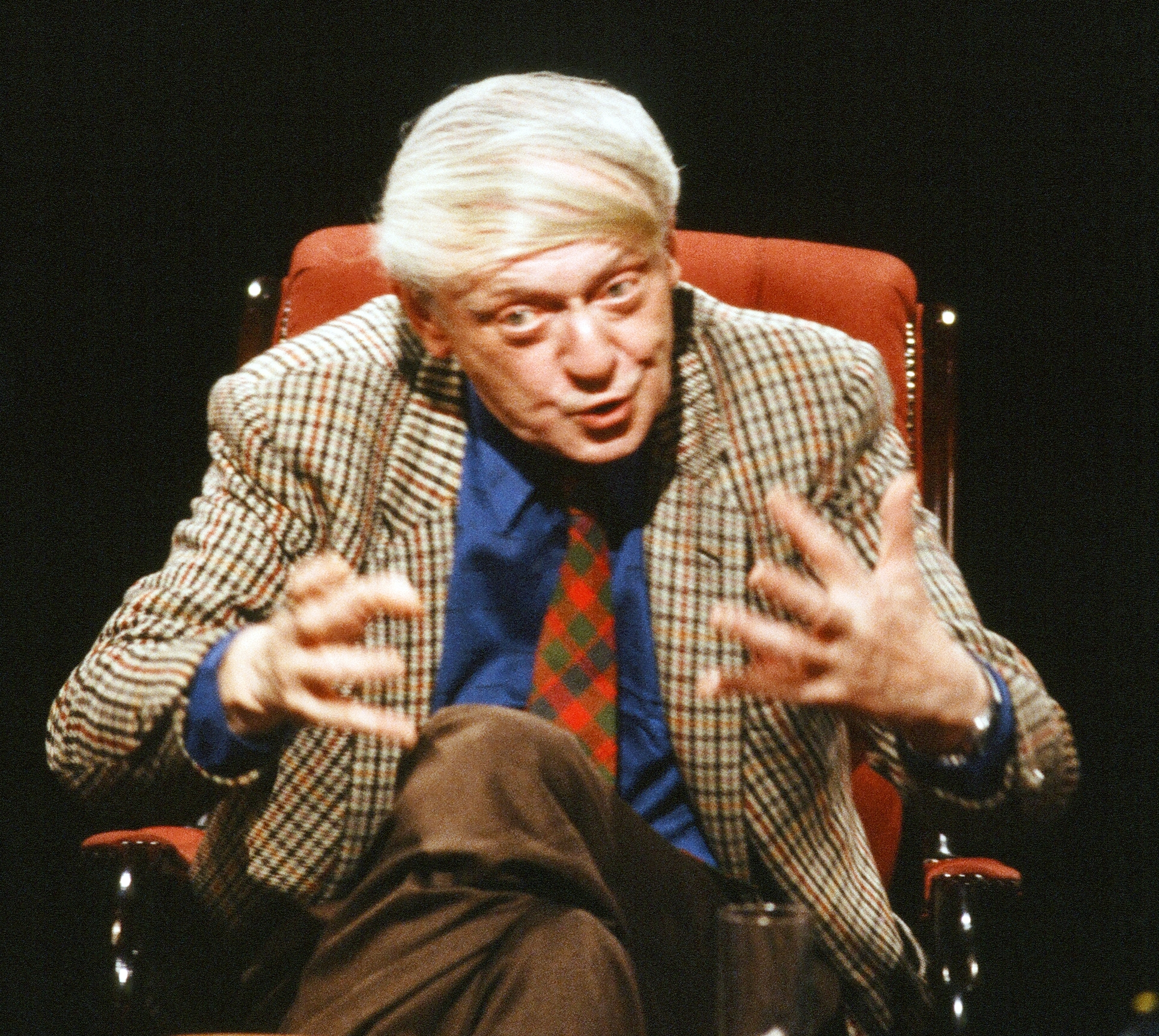
Foto di Anthony Burgess, autore di Un'arancia a orologeria

Nel libro distopico Il seme inquieto (1962) di Anthony Burgess viene richiesta obbligatoriamente la condizione omosessuale per poter essere assunti e trovare così un impiego ufficiale: l'autore considera tutto ciò come uno stato di cose innaturale che include in sé anche la violenza gratuita in tempo di guerra e il venir meno a poco a poco del mondo naturale.

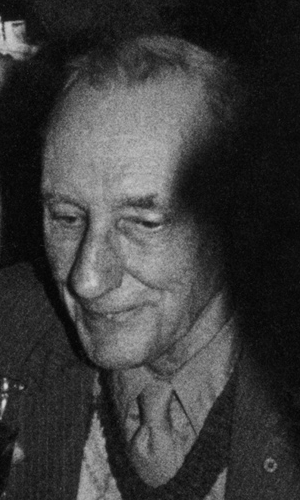
Foto di William S. Burroughs nel 1983

Sebbene non venga solitamente considerato come uno scrittore del genere William S. Burroughs produsse delle opere con una narrativa del tutto surreale che allontanò l'azione dal mondo ordinario, proprio come la fantascienza e il fantasy.
Nel 1959 diede alle stampe Il pasto nudo, il primo di molti lavori - assieme a The Nova Trilogy (La macchina morbida del 1961, Il biglietto che esplose del 1962 e Nova Express del 1964) e a Ragazzi selvaggi - in cui collegò l'utilizzo di sostanze stupefacenti e l'omosessualità in quanto attività prettamente anti-autoritarie.

### New Wave: 1960-1970
(Eric Garber, Lyn Paleo, "Prefazione" in Uranian worlds.)
Verso la fine degli anni 1960 sia la fantascienza che il fantasy iniziarono a riflettere riguardo ai cambiamenti sociali indotti dal movimento per i diritti civili degli afroamericani e dall'emersione sempre più massiccia della controcultura degli anni 1960. All'interno dei generi in questione tali mutamenti furono incorporati all'interno di un movimento letterario denominato "New Wawe".
Si venne così ad instaurare uno scetticismo crescente nei confronti della tecnologia, una visione del mondo più liberata a livello sociale - vedi rivoluzione sessuale e seconda ondata femminista - e maggiormente interessata alla sperimentazione stilistica. Gli scrittori della New Wawe saranno quindi più propensi a rivendicare un accresciuto interesse nei riguardi dello "spazio interno" al posto di quello meramente esterno.

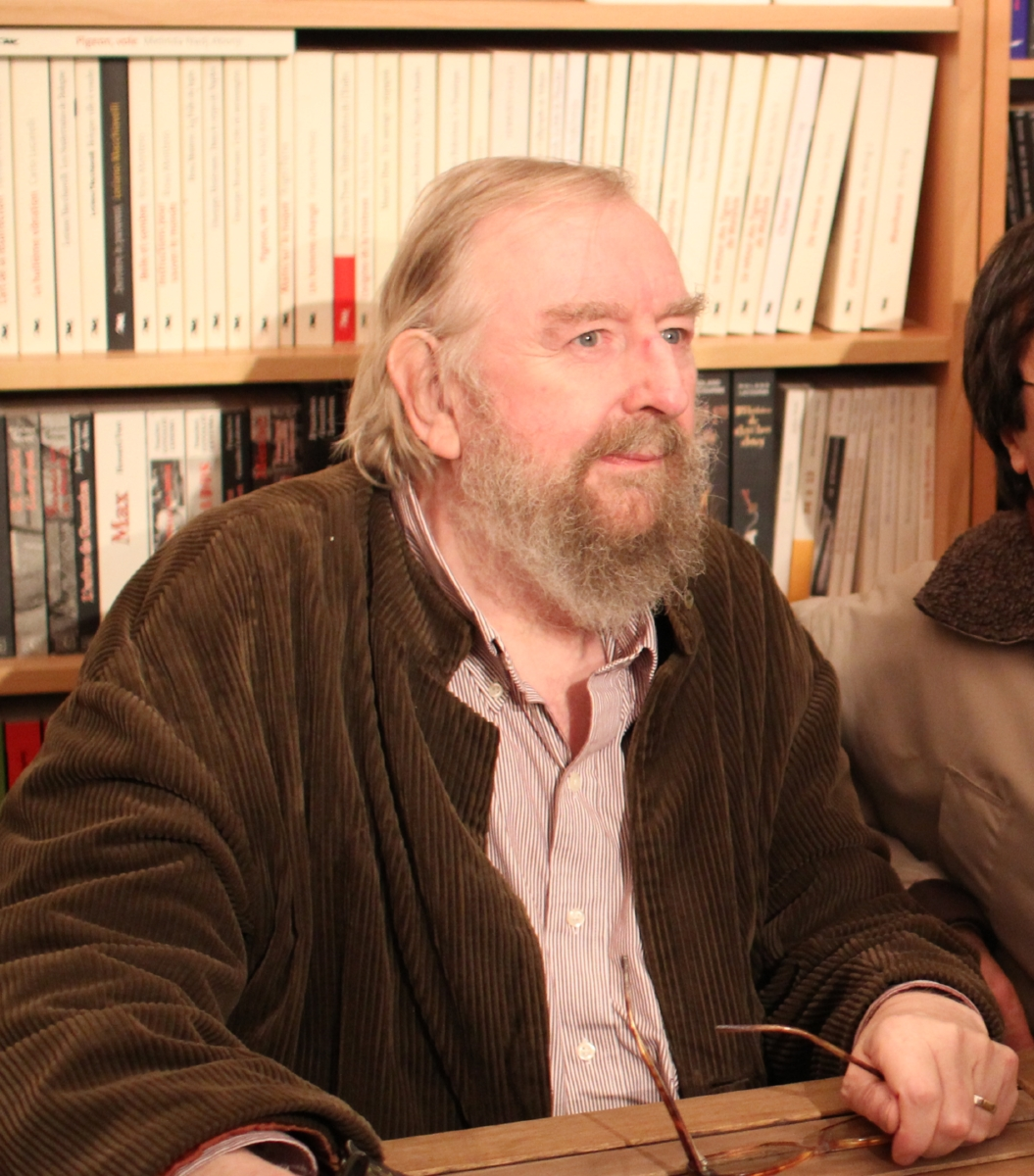
L'editore Michael Moorcock

Risulteranno molto meno timorosi nei confronti dell'esplicitazione sessuale e più inclini a riconsiderare criticamente i ruoli di genere e lo status sociale delle minoranze sessuali. Sotto questa spinta sia tra gli editori che gli autori - come Michael Moorcock, editore del prestigioso magazine New Worlds - la simpatetica raffigurazione dell sessualità e dei generi alternativi si moltiplicarono nella narrativa fantascientifica e fantasy, divenendo col trascorrere del tempo quasi un luogo comune.
L'introduzione di immagini gay viene anche attribuita all'influenza dei raggruppamenti lesbo-femministi e di liberazione gay (movimento lesbico e movimento LGBT) nel corso degli anni 1960.

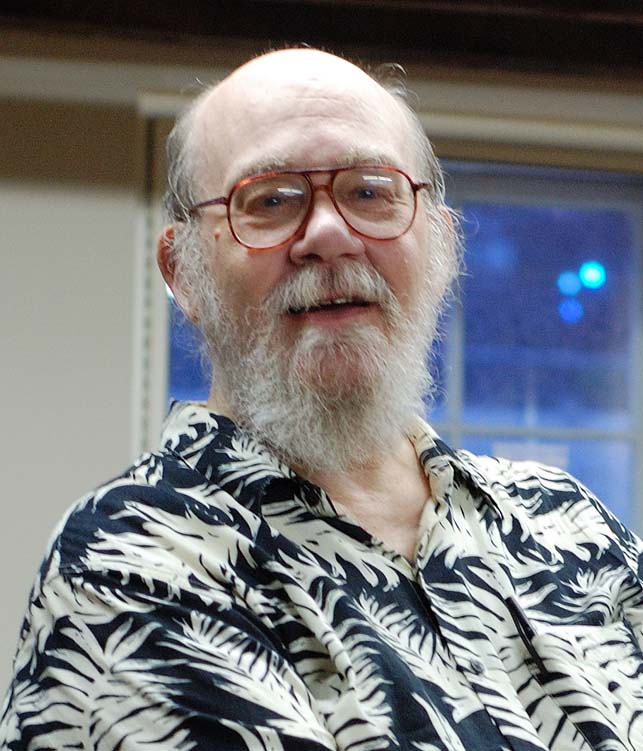
Foto dell'autore Thomas M. Disch

Entro il decennio seguente lesbiche e gay divennero una presenza sempre più visibile nella comunità del genere fantastico, anche come autori: tra gli scrittori omosessuali figuravano Joanna Russ, Thomas M. Disch e Samuel R. Delany.
Autrici di narrativa fantastica femminista immaginarono culture in cui l'omo, la bisessualità e una varietà di modelli di genere erano divenuti oramai la norma comunemente accettata. The Female Man (1975) di Joanna Russ e il pluripremiato racconto breve When It Changed, che mostra un sistema sociale lesbico esclusivamente femminile che prospera senza alcun contributo da parte degli uomini, fu enormemente influente.

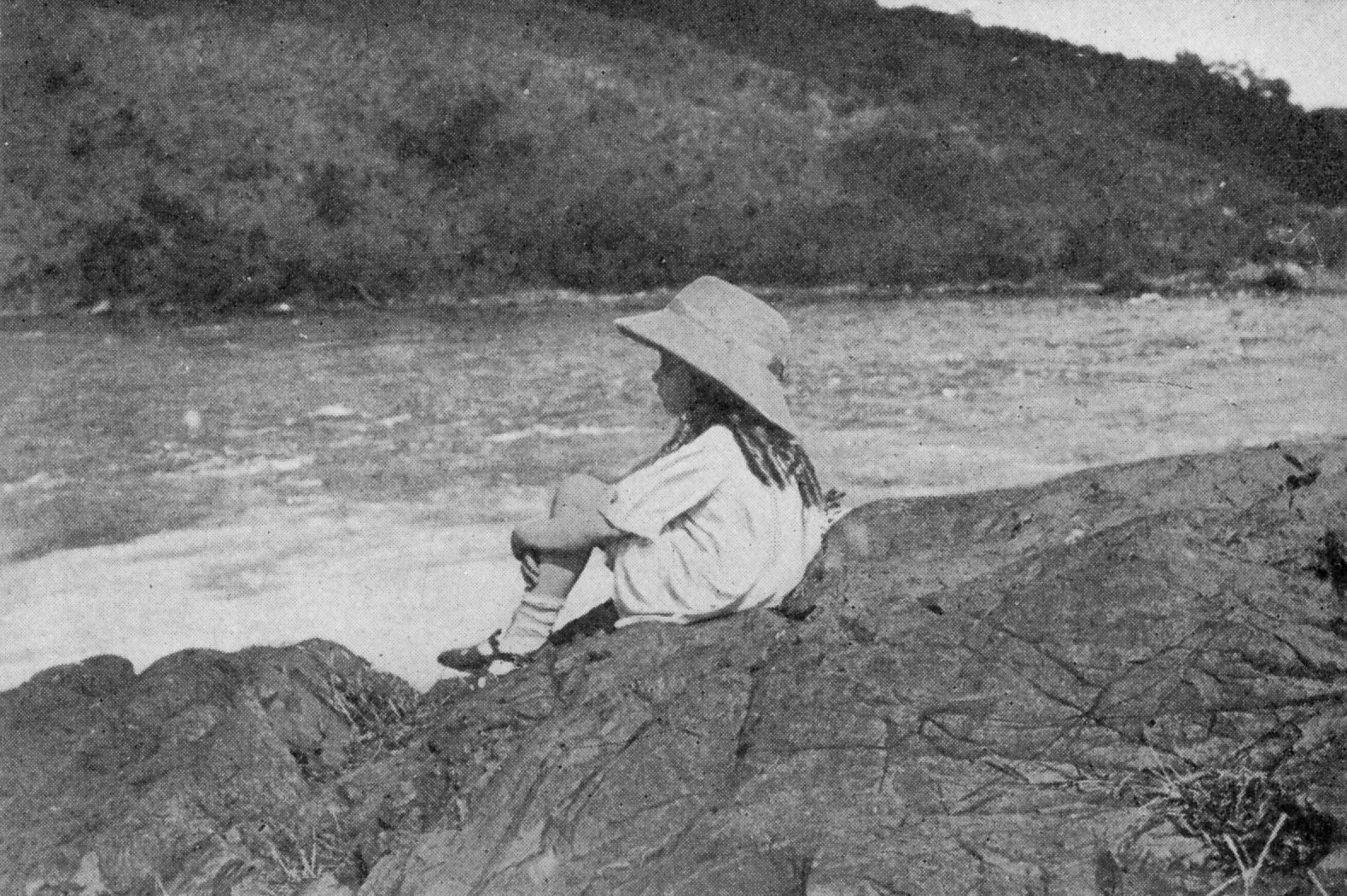
Foto di James Tiptree Jr. da bambina

Russ è in gran parte responsabile dell'introduzione del femminismo lesbo radicale nel campo fantascientifico, ma ha comunque dichiarato che essere apertamente lesbica è un male per la sua carriera e le relative vendite. Temi del tutto similari saranno esplorati nel premiato romanzo di James Tiptree Jr. intitolato Houston, Houston, Do You Read?.
In esso si presenta una società esclusivamente femminile dopo l'estinzione degli uomini a causa delle malattie. La società manca di problemi "maschili" stereotipati come la guerra, ma è altresì stagnante. Le donne si riproducono attraverso la clonazione e considerano gli uomini degli esseri buffi e ridicoli. Tiptree era una donna bisessuale e velata che scriveva segretamente sotto uno pseudonimo maschile ed esplorava l'impulso sessuale come suo dei suoi temi principali preferiti.

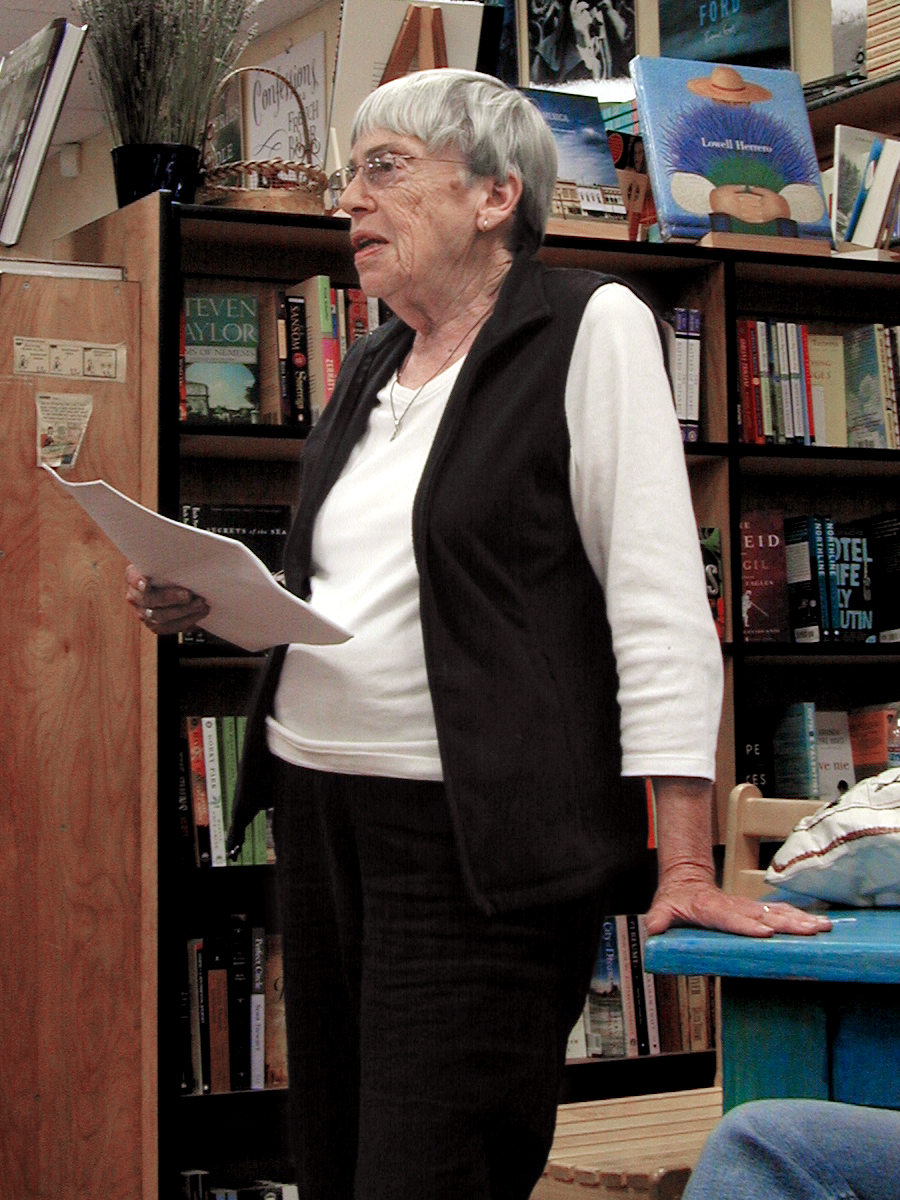
Foto di Ursula K. Le Guin ad un ciclo di letture pubbliche nel 2008

Altre utopie femministe invece non includono specificamente il lesbismo, bensì narrano una scena più ampia: La mano sinistra delle tenebre di Ursula K. Le Guin (1969) descrive la sessualità trans-specie in cui gli individui non sono né maschili né femminili, ma possono bensì avere l'apparato genitale di entrambi (ermafroditismo) e abilità di riproduzione, rendendoli in un certo qual modo bisessuali.
In The Language of the Night, una raccolta di critica letteraria ad opera dell'autrice, ella ammise di "aver bloccato inutilmente il popolo dei getheniani nell'eterosessualità; l'omissione dell'opzione omosessuale implica che la sessualità sia esclusivamente etero. Di ciò mi dispiace molto". Le Guin comunque spesso esplora la sessualità alternativa nei propri lavori e successivamente scrisse svariate storie le quali esaminano le possibilità che il fantastico consente per descrivere l'omosessualità non tradizionale, così come anche il legame bisex tra cloni nella scelta di racconti Nine Lives.
La fluidità della sessualità e dell'identità di genere figurano spesso anche nelle opere di John Varley, che divenne celebre nel corso degli anni 1970; molte delle storie da lui narrate contengono menzioni dell'amore omosessuale oltre che di personaggi gay e lesbiche.
Nella serie intitolata Eight Worlds/Trilogia degli otto mondi (il primo dei quali è Linea calda Ophiucus), l'Homo sapiens ha raggiunto oramai la capacità di cambiare sesso come libera scelta e viene detto che l'omofobia inibisca inizialmente l'assorbimento di questa tecnologia - come avviene in Opzioni - in quanto genera dei drastici mutamenti relazionali, con la bisessualità che alla fine diviene la norma per l'intera società. La trilogia Gaea presenta dei protagonisti lesbici e quasi tutti i suoi personaggi sono in una certa misura bisex.

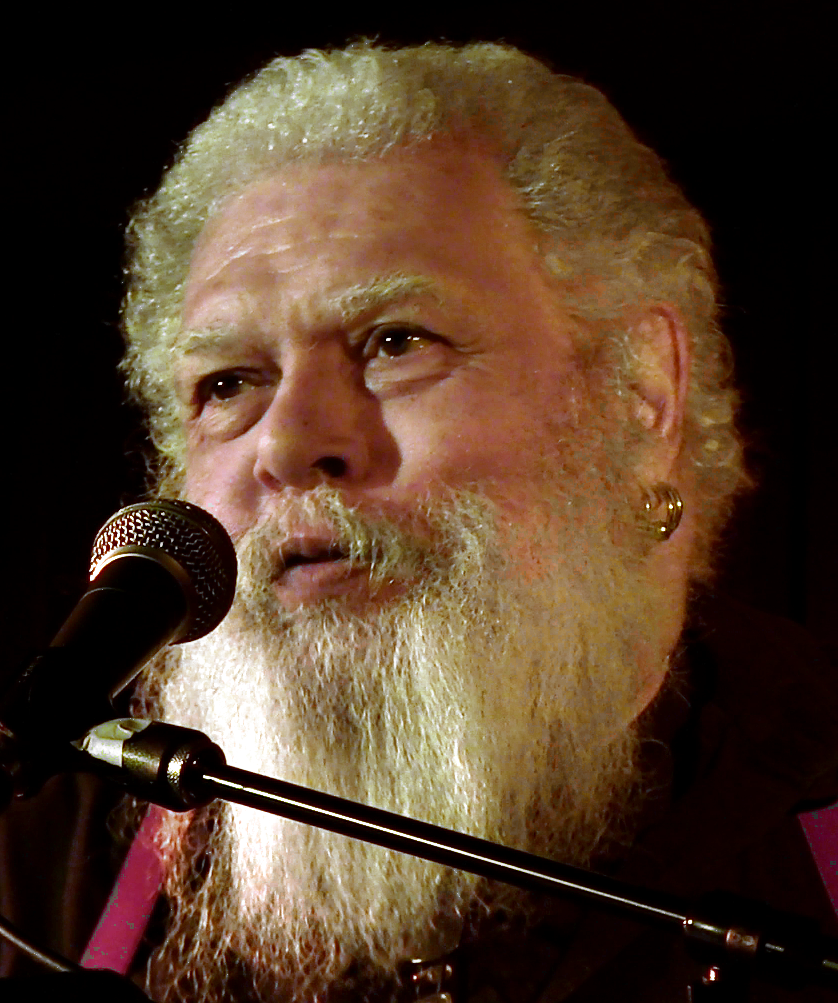
Samuel R. Delany in una foto del 2015

Samuel R. Delany fu uno dei primi scrittori di fantascienza apertamente gay; nelle sue prime storie l'aspetto omosessuale gay appare come una "sensibilità" generale piuttosto che essere presentata in riferimenti sessuali espliciti.
In alcune di queste narrazioni come Babel-17 (1966) l'amore omosessuale e il rapporto tra persone dello stesso sesso sono chiaramente impliciti, ma viene data loro una sorta di colorazione protettiva in quanto la protagonista è una donna coinvolta in un matrimonio a tre con due uomini. L'affetto che tutti e tre i personaggi condividono l'uno con l'altro rimane costantemente in prima linea seppur l'attività sessuale tra di loro non venga mai descritta direttamente.
Nel suo romanzo più famoso, Dhalgren (1975), l'autore riempie l'ampio tessuto della trama con personaggi appartenenti ad una vasta varietà di tipologie sessuali; anche qui e ancora una volta l'attività sessuale non si trova al centro della storia seppure vi siano alcune delle prime scene di sessualità gay esplicitamente descritte nella letteratura dell'immaginario: Delany dota i personaggi di caratteri comprendenti un'ampia varietà di motivazioni e comportamenti.
Il racconto Aye, and Gomorrah, vincitore del Premio Nebula, postula lo sviluppo di astronauti umani sottoposti a castrazione e raffigura quindi le persone che si orientano sessualmente verso di loro. Immaginando un nuovo genere e un conseguente orientamento sessuale la narrazione permette ai lettori di riflettere sul mondo reale pur mantenendo la distanza data dall'allontanamento nel tempo.
Altre storie brevi premiate con personaggi gay, ad esempio Time Considered as a Helix of Semi-Precious Stones, ne seguirono, tutte raccolte nella retrospettiva della prima in Aye, and Gomorrah, and other stories. Delany dovette quindi inizialmente affrontare la forte censura presente nelle società di distribuzione dei suoi libri per aver osato trattare tali argomenti. Nei lavori successivi i temi LGBT divengono sempre più centrali all'interno dell'opera generale, giungendo a suscitare aspre polemiche, con alcuni di essi che paiono quasi confondere il confine tra fantascienza e pornografia gay.
La serie Return to Nevèrÿon costituì il primo romando fatto pubblicare da un'importante casa editrice statunitense il quale affrontò il tema dell'impatto dell'AIDS ed in seguito vinse il "William Whitehead Memorial Award" per il successo ottenuto nell'ambito della scrittura narrativa gay e lesbica. Il suo romanzo a tema gay più recente è Through the Valley of the Nest of Spiders (2012).

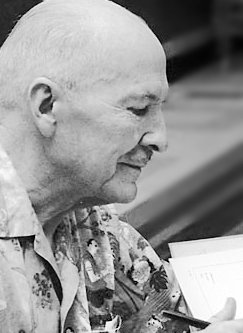
Foto di Robert A. Heinlein

Altri grandi nomi di autori di letteratura dell'immaginario affrontarono i temi LGBT in singole opere: Lazarus Long, l'immortale (1973) di Robert A. Heinlein, in cui il personaggio principale è un attivista che sostiene fortemente la futura libertà dell'espressione sessuale omosessuale, nonostante il fatto che il sesso eterosessuale a scopo di procreazione venga mantenuta come l'ideale.
La bisessualità femminile presente in Straniero in terra straniera (1961) è stata descritta come una "semplice solleticazione", mentre d'altra parte l'omosessualità maschile nella stessa opera costituiva un "difetto" meritevole solamente di compassione. L'uso che l'autore fa della sessualità viene discusso in un saggio dello scrittore di fantascienza Thomas M. Disch intitolato The Embarrassments of Science Fiction.
Quest'ultimo era pubblicamente gay già a partire dal 1968; il tema uscì occasionalmente nella sua poesia ed in particolare nel romanzo On Wings of Song (1979). Anche i suoi altri libri di narrativa fantastica contengono dei personaggi bisex; nel "mosaic novel" 334 i gay vengono definiti "Repubblicani" in contrasto con i "Democratici" etero; non provò tuttavia mai a scrivere direttamente rivolto ad una particolare comunità: "Sono gay anch'io, ma non scrivo letteratura gay".
Michael Moorcock fu uno dei primi autori di fantascienza a rappresentare ritratti positivi di relazioni omosessuali e bisessuali oltre che della sessualità lesbica nei suoi romanzi. Ad esempio in The Final Program del 1965 la maggior parte dei personaggi principali, incluso l'eroe centrale Jerry Cornelius, si trattengono in più di un'occasione in relazioni gay e queste vengono raffigurate come completamente normali e senza alcun moralismo di fondo, conseguenze negative o sollecitazioni erotiche gratuite.
Questo è il caso dell'intera serie di Jerry Cornelius e nella fiction di Moorcock in generale (in particolar modo nella serie Dancers at the End of Time) la sessualità viene vista come polimorfica e fluida piuttosto che basata su identità e ruolo di genere fissati definitivamente.
Elizabeth A. Lynn è una scrittrice fantascientifica e fantasy apertamente lesbica scrisse numerosi lavori con protagonisti gay interpretati in una luce positiva. I suoi romanzi del ciclo Chronicles of Tornor (1979-80), il primo dei quali ha vinto il "World Fantasy Award—Novel", furono tra i primi libri fantasy ad avere al suo interno delle relazioni omosessuali come parte significante del retroterra culturale, includendovi rappresentazioni esplicite e simpatetiche dei rapporti amorosi tra persone dello stesso sesso. Il terzo di questa serie - Northern Girl (1980) - è di particolare interesse lesbico.
Il romanzo A Different Light (1978) mostrò una relazione omosessuale tra due uomini e venne ad ispirare il nome della catena di librerie LGBT "A Different Light". La "favola magica delle lesbiche" denominata The Woman Who Loved the Moon ottenne anche la vittoria in un World Fantasy Award; la storia principale riprende il titolo complessivo La donna che amava la vita, una raccolta che contiene anche altre narrazioni di fiction gay.

### Post New Wave
(Wendy Pearson, Science Fiction Studies.)
Dopo aver allargato i ristretti confini in cui era rimasta fino ad allora costretta, l'omosessualità tra gli anni 1960 e 1970 si è guadagnata una tolleranza molto più ampia ed è stata spesso incorporata in storie fantastiche altrimenti convenzionali senza alcun commento di sorta.

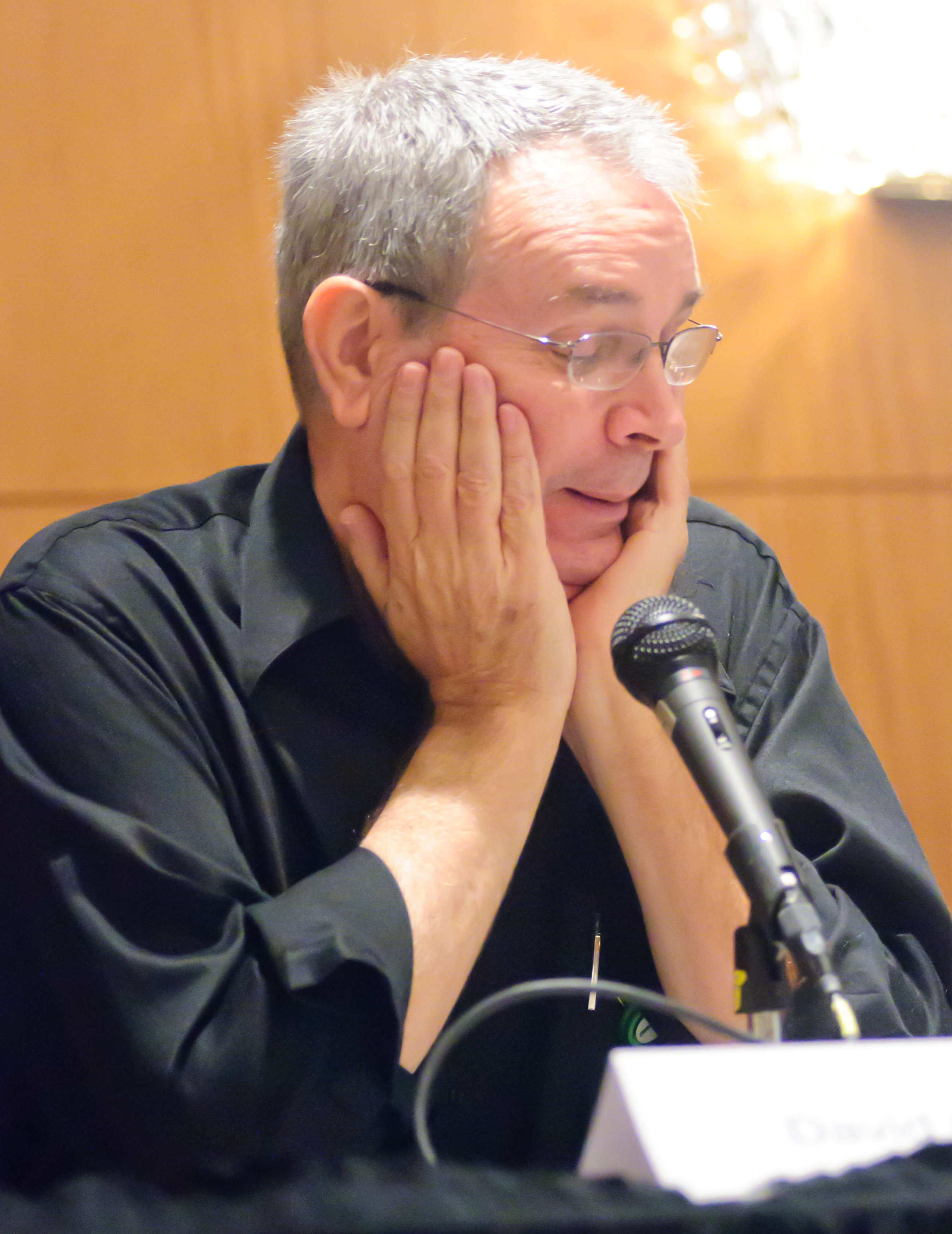
David Gerrold in una foto del 2010

Ciò è stato aiutato in misura notevole anche grazie al numero crescente di autori apertamente gay o lesbiche come David Gerrold, Geoff Ryman, Nicola Griffith e Melissa Scott, oltre che da scrittori transgender come Jessica Amanda Salmonson la quale ha documentato i progressi della propria transizione di genere nella pagine di The Literary Magazine of Fantasy and Terror.
Nel corso degli anni 1980 l'evidente omofobia non risultava più essere considerata come un fatto accettabile dalla maggior parte dei lettori; nonostante ciò la raffigurazione di lesbiche non realistiche continuò a propagarsi per stimolare il"solletico erotico" degli uomini eterosessuali in gran parte delle opere di genere fantastico e dell'orrore. A partire dal decennio 1990 le narrazioni che raccontano e descrivono le sessualità alternative hanno vissuto una discreta rinascita.
Uranian Worlds di Eric Garber e Lyn Paleo venne redatto per la prima volta nel 1983 e rappresentò una guida autorevole alla letteratura fantastica con temi relativi al mondo della cultura LGBT; il libro tratta della narrativa pubblicata prima del 1990 (2ª edizione), fornendo una breve rassegna ed un commento su ogni opera presa in esame.

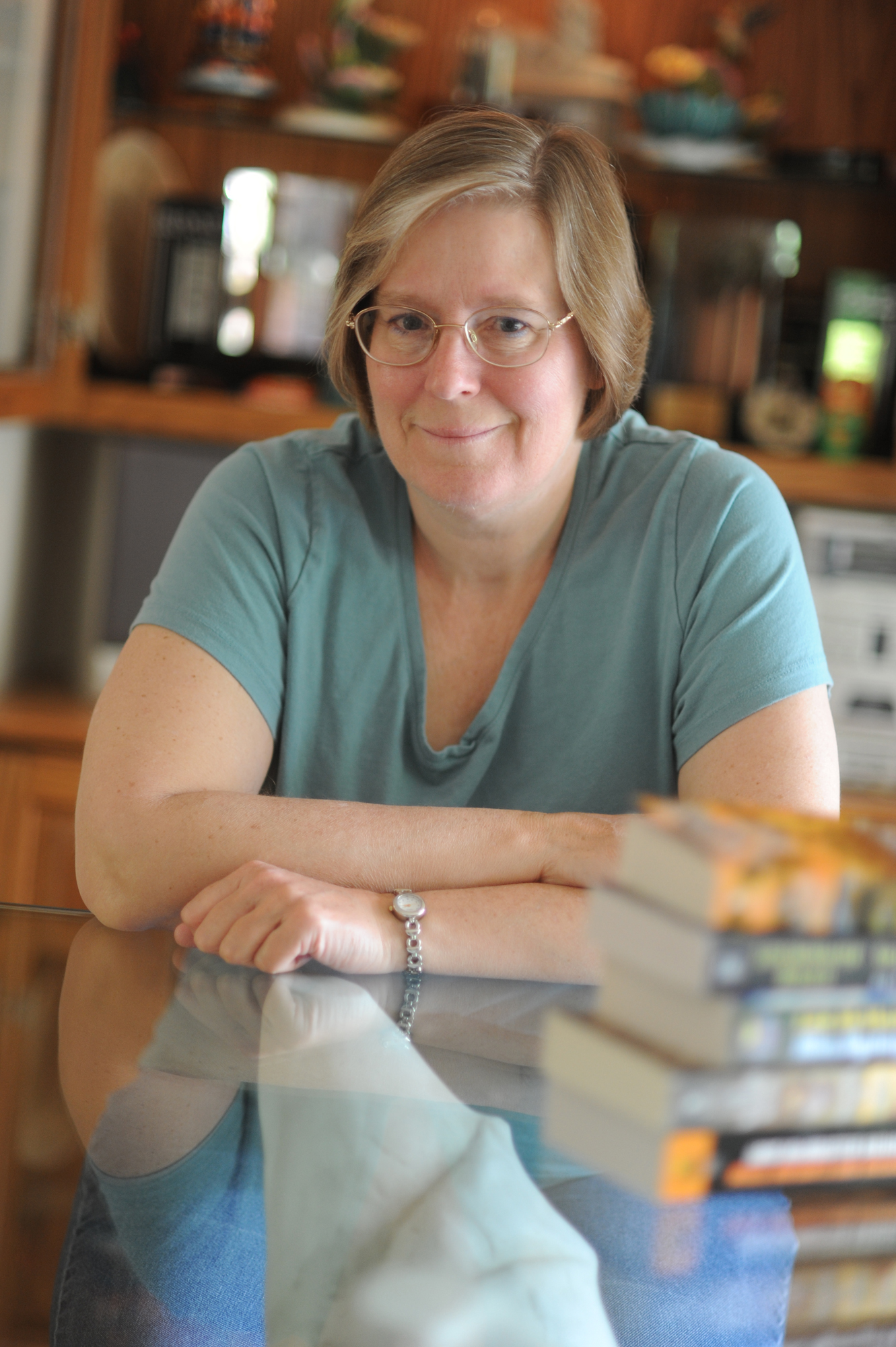
Lois McMaster Bujold in una foto del 2009

Ne La spia dei Dendarii di Lois McMaster Bujold (1986) il protagonista titolare - nonché alquanto improbabile eroe - è il medico gay esperto in ostetricia Ethan Urquhart, un "Single-gender world" del pianeta Athos, la cui pericolosa avventura vissuta accanto alla prima donna che avesse mai incontrato in vita sua presenta sia un futuro sistema sociale in cui l'omosessualità in cui è la norma vigente, messa a confronto con il sessismo e ad una certa dose di lesbofobia ancora invece persistente nel nostro mondo.
Il cyberpunk, un sottogenere letterario sorto durante il decennio 1980, è stato visto subito come in larga misura eteronormativo e affetto da maschilismo, sebbene in questo caso le interpretazioni Queer e del femminismo siano rimesse in discussione da alcuni critici. Melissa Scott, una scrittrice lesbica, ha scritto diversi lavori cyberpunk che hanno come protagonisti personaggi LGBT, tra cui il pluripremiato Trouble and Her Friends (1994) e Shadow Man (1995), quest'ultimo anch'esso inserito nella "Gaylactic Spectrum Hall of Fame".
L'autrice ha riferito che i revisori hanno definito alcune di queste opere "troppo gay" per il suo voler mescolare cliché cyberpunk con temi politici di attualità. Molte delle altre creazioni di Scott contengono anche tematiche LGBT; ha detto che sceglie di scrivere su temi gay usando la fiction perché questo genere le permette di esplorare situazioni in cui le persone LGBT sono trattate meglio o peggio che nella realtà e che fornisce anche una distanza - un qual certo allontanamento psicologico - per i lettori avversi a tali temi, che potrebbero altrimenti sentirsi accusati di pratiche discriminatorie simili a quelle narrate.
Un certo numero di antologie a tema LGBT di narrativa fantastica sono state pubblicate a partire dagli anni 1980, la prima dei quali è costituita da Kindred Spirits (1984), edito da Jeffrey M. Elliot. Queste spesso si concentrano su particolari identità sessuali, come la serie New Exploits of Lesbians con titoli nelle aree fantasy (Magical lesbians e Fairy-tale lesbians) e horror (Twilight lesbians).

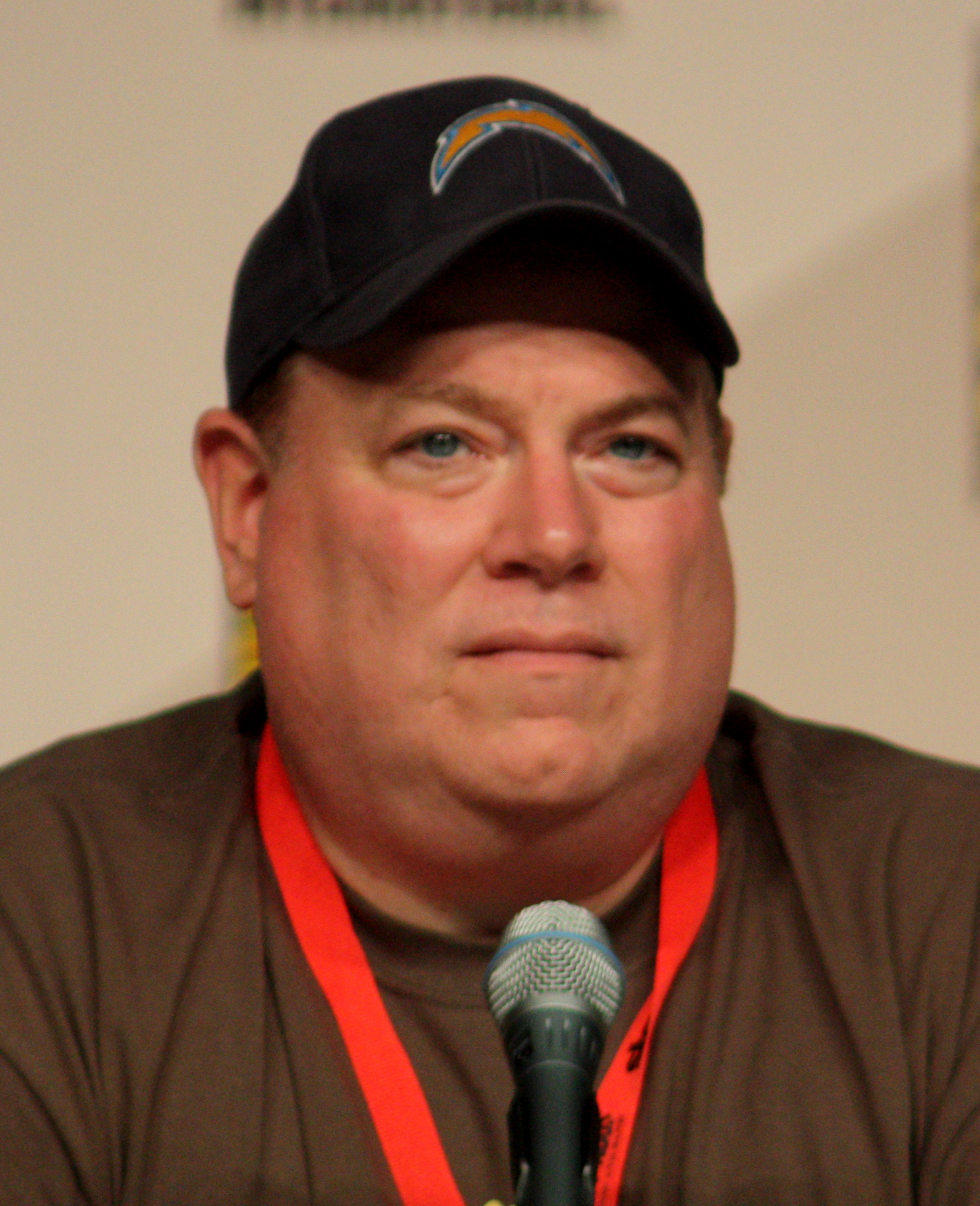
Michael Rowe in una foto del 2009

Altre vengono invece raggruppate in generi particolari, come la pluripremiata serie Bending the Landscape a cura di Nicola Griffith e Stephen Pagel, in cui ciascuno dei tre volumi si concentra su fantascienza, fantasy o horror; o infine le antologie di Queer Fear orientate all'horror a cura di Michael Rowe.
I personaggi gay sono diventati abbastanza comuni tanto che in The Tough Guide To Fantasyland di Diana Wynne Jones contiene una voce sui maghi gay in quanto rappresentazione di un cliché fantasy. Tali personaggi si trovano nelle opere di Mercedes Lackey, come la trilogia di The Last Herald Mage (1989) vincitrice del Lambda, in cui i protagonisti sono tutti gay e in più hanno in dotazione dei poteri magici. Le loro relazioni sono parte integrante della storia, che si svolge nel paese immaginario di Valdemar. Gran parte della serie fornisce modelli di ruolo di genere non eterosessuali per i lettori più giovani.
David Gerrold è uno scrittore di fantascienza apertamente gay con una serie di opere a tema LGBT. The Man Who Folded Himself (1973) esamina l'amore narcisistico di un viaggiatore del tempo che ha nei riguardi delle orge gay con versioni alternative di se stesso, incluse le sue controparti femminili e lesbiche.
Il successivo e pluripremiato Jumping Off the Planet (2000) è il primo libro di una serie dedicata ai giovani adulti, in cui un padre rapisce i suoi tre figli e va sulla luna ed uno di loro è gay; l'uomo viene respinto dal college in quanto non idoneo per una borsa di studio messa a disposizione solamente per le persone eterosessuali che accettano di cambiare orientamento sessuale per evitare così il problema della sovrappopolazione.
Gerrold ha ricevuto inoltre un premio Nebula per un racconto semi-autobiografico intitolato The Martian Child (1994), in cui un omosessuale adotta un bambino. La storia è stata successivamente ampliata fino a diventare un romanzo ed è stato prodotto un film (Martian Child - Un bambino da amare) in cui il protagonista viene però trasformato in etero, causando per questo non poche critiche.
Geoff Ryman ha scritto numerosi romanzi e racconti premiati che hanno come protagonisti personaggi LGBT: il personaggio principale di The Child Garden (1989), un "outsider" a causa della sua resistenza alla manipolazione dell'ingegneria genetica e al suo lesbismo, intraprende una relazione con un orso polare lesbico.
Lust (2001) segue un uomo gay alla scoperta che le sue più riposte fantasie sessuali si stanno realizzando magicamente. Was (1992) include un attore gay con l'AIDS e un bambino maltrattato mentalmente e sottoposto ad abuso, collegato dalla loro connessione al libro Il meraviglioso mago di Oz e al relativo Il mago di Oz.
In un'intervista rilasciata alla rivista Locus Ryman afferma che i mercati dei generi gay e fantastico rimangono per lo più incompatibili: "Nel 1990, se mi avessi chiesto qual era l'etichetta peggiore data ad uno scrittore di fantascienza, avrei detto che con il tema gay sei morto per il mercato. Poi però il libro è uscito... L'avevano inserito nella sezione gay delle librerie assieme alle riviste LGBT, ma senza alcun specificazione sul genere narrativo - a quel punto ho capito che essere uno scrittore di fantascienza gay è ancora più discriminante che essere soltanto gay".

### XXI secolo
Il romanzo di Larissa Lai Salt Fish Girl (2002) descrive le relazioni lesbiche nell'ambito di un futuro socio-corporativo distopico. La storia narra e presenta personaggi asio-canadesi i quali incorporano l'identità razziale ed etnica entro un contesto queer. La trama impegna idee futuriste associabili alla teoria queer riguardo alla riproduzione e ai corpi, poiché i personaggi sono in grado di partorire senza sperma solo mangiando il frutto durio. È stato selezionato per il premio James Tiptree Jr. nel 2002.

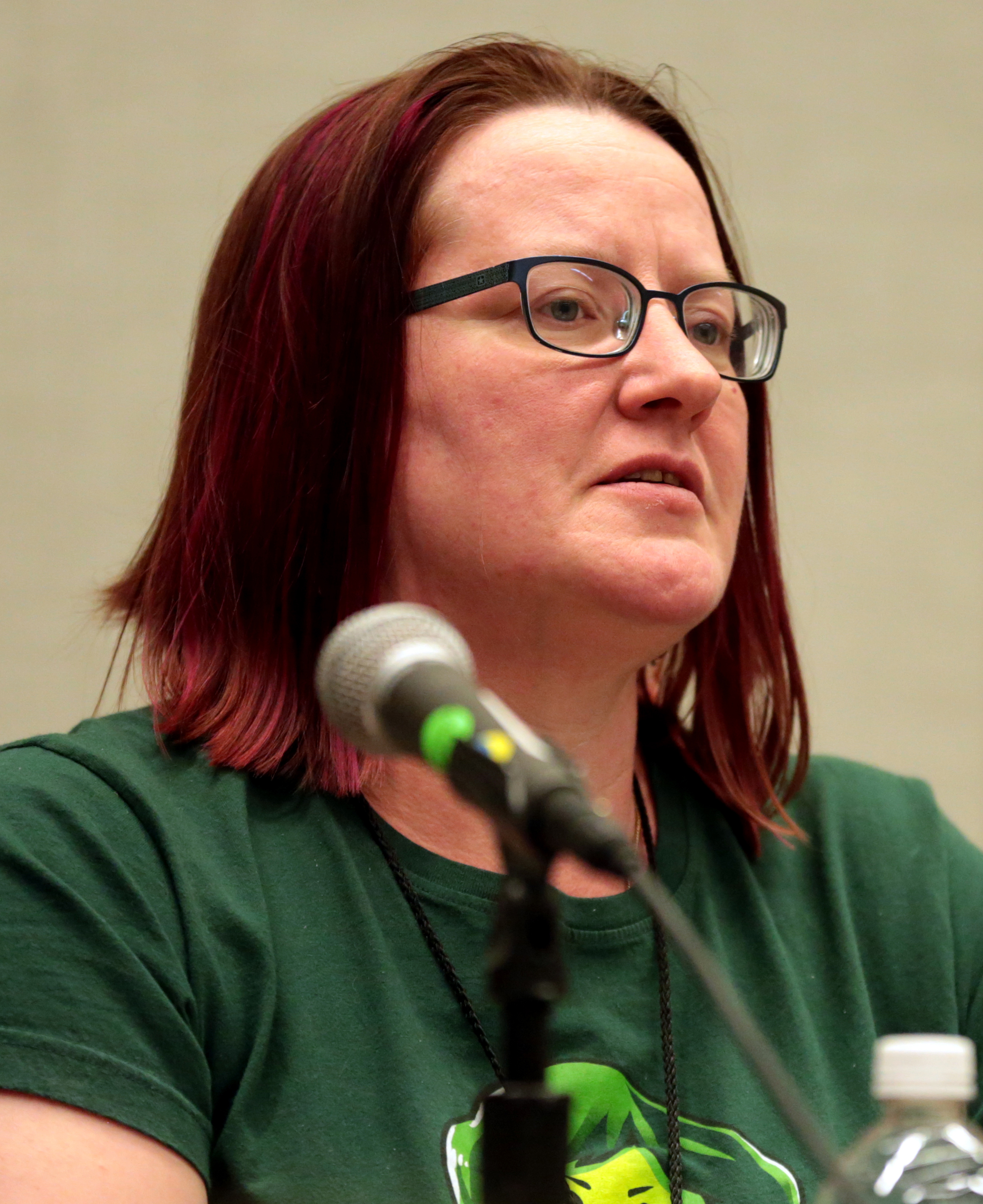
Elizabeth Bear in una foto del 2017

Carnival di Elizabeth Bear (2006) rivisita il tropo del "Single-gender world" raccontando di una coppia di ambasciatori gay-agenti segreti che tentano di infiltrarsi e sovvertire la civiltà prevalentemente lesbica della "Nuova Amazzonia", i cui governanti improntati ad un rigido matriarcato hanno quasi totalmente schiavizzato i loro uomini.
Nel 2007 la dichiarazione di J. K. Rowling sul fatto che l'esperto magico Albus Silente, un personaggio della sua saga di Harry Potter, fosse in realtà gay non mancò di causare alcune polemiche e controversie.
Il romanzo distopico di Sarah Hall The Carhullan Army (2007) - pubblicato negli Stati Uniti con il titolo Daughters of the North - presenta una dimensione parallela ove le lesbiche costituiscono i personaggi primari dell'intera vicenda. Esso ha vinto il "John Llewellyn Rhys Prize" oltre al "James Tiptree, Jr. Award" ed è stato selezionato per il Premio Arthur C. Clarke del 2008. Pur raccontando l'evoluzione della percezione pubblica nei confronti delle relazioni tra persone dello stesso sesso esse non sono menzionate o solo marginalmente osservate nelle recensioni ricevute.

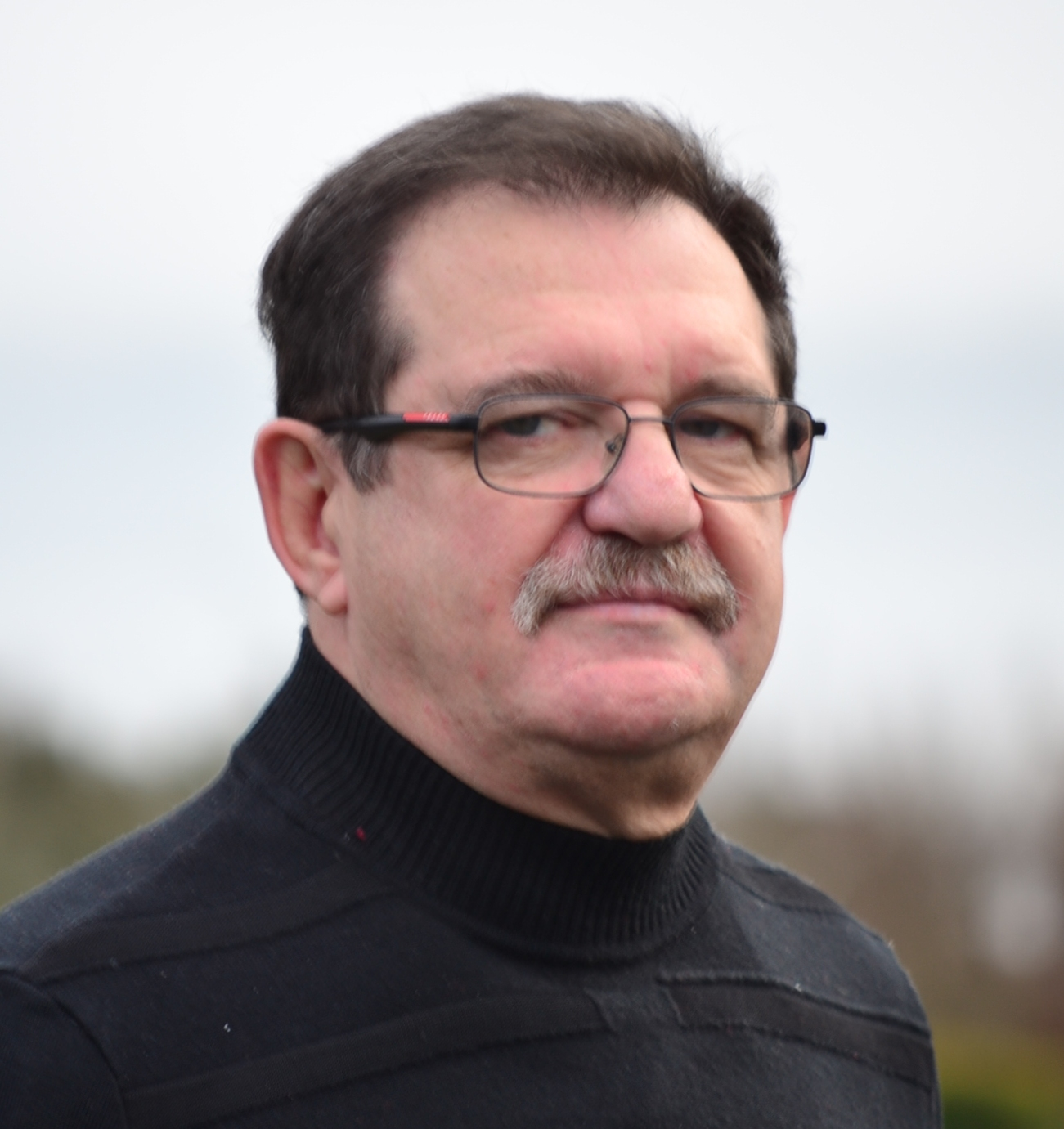
Rafael Grugman in una foto del 2014

Il romanzo distopico di Rafael Grugman Nontraditional Love (2008) descrive il XXIII secolo statunitense. Il mondo è oramai divenuto interamente omosessuale; l'autore descrive questa realtà invertita in cui il matrimonio eterosessuale viene severamente proibito. Il concepimento si verifica esclusivamente in provette. Nelle famiglie lesbiche, una delle donne viene adibita alla gestazione del bambino; mentre le coppie gay si rivolgono alla surrogazione di maternità per portare a termine le gravidanze dei loro figli.
All'interno della vicenda appare poi che solamente i Paesi Bassi rimangono l'unica nazione in cui continuino ad essere consentiti i cosiddetti "matrimoni sessualmente misti". Nel frattempo l'intimità tra i sessi opposti viene rifiutata e negata in tutto il resto del pianeta; la storia del mondo e gli stessi classici della letteratura mondiale sono stati falsificati per sostenere l'ideologia del mondo omosessuale. L'autore dipinge una situazione ai limiti del grottesco, ma alla base vi è l'idea che la società dovrebbe essere tollerante, accettare e rispettare il diritto di ogni persona a poter continuare ad essere se stessa.
Rivisitando il campo della narrativa fantascientifica lesbica nel 2012 Liz Bourke ha concluso che è rimasto un sottogenere di nicchia di qualità non uniforme, ma ha menzionato a tal proposito Jane Fletcher, Chris Anne Wolfe, Barbara Ann Wright, Sandra Barret e Ruth Diaz come contributori degni di nota.

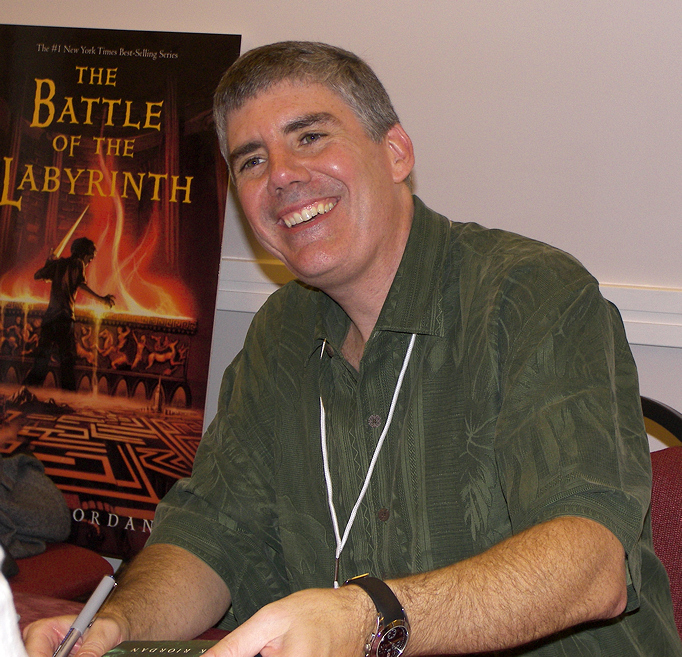
Rick Riordan in una foto del 2007

Nel romanzo di Rick Riordan del 2013 Eroi dell'Olimpo: la casa di Ade il personaggio di Nico di Angelo professa apertamente sentimenti di amore romantico per il protagonista Percy Jackson.

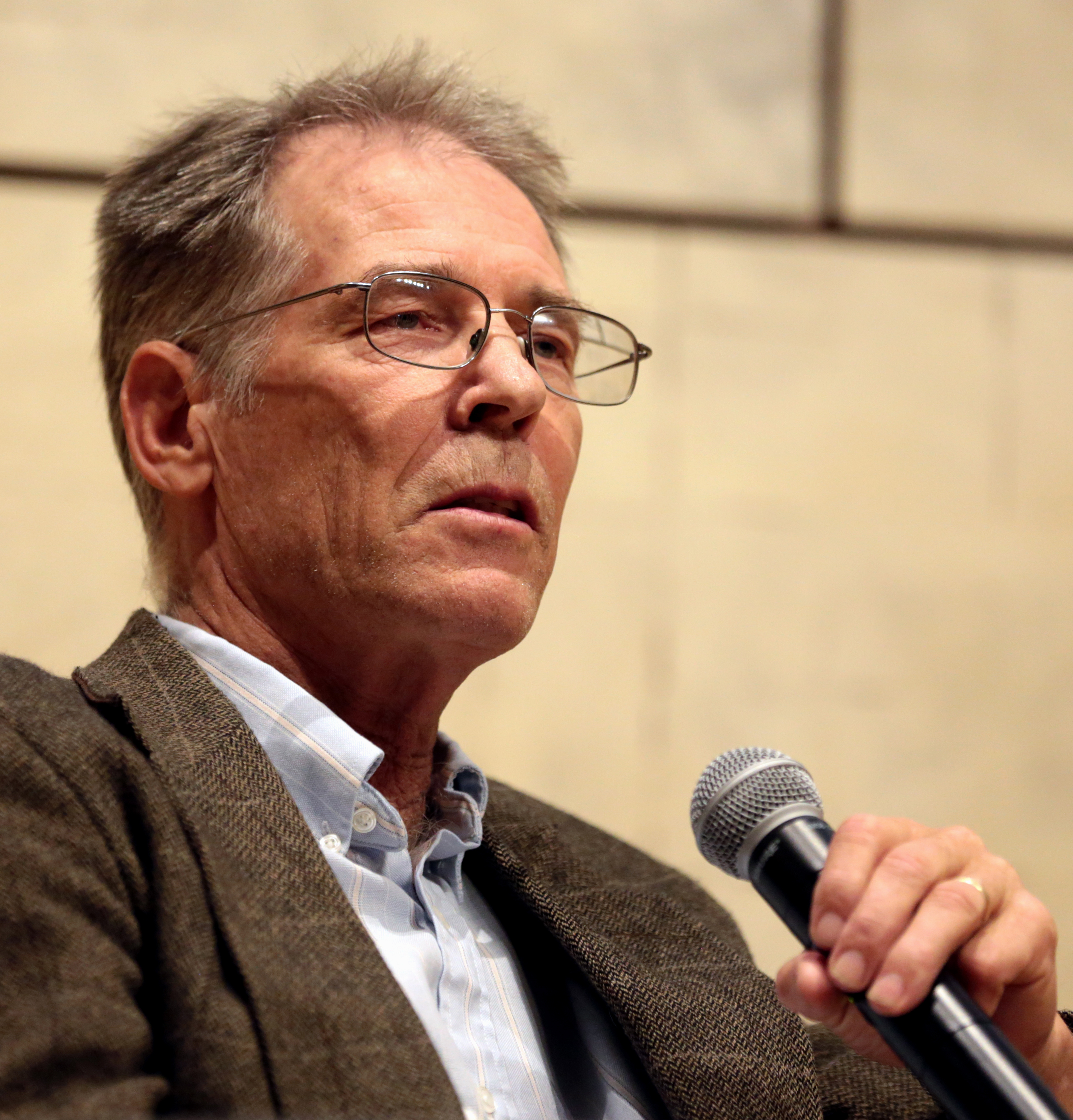
Kim Stanley Robinson in una foto del 2017

In termini di identità di genere il libro del 2012 di Kim Stanley Robinson 2312 descrive un mondo estremamente fluido in cui "self-images for gender" includono la femminilità, la mascolinità, l'Androgino, il giandromorfo, l'ermafroditismo, l'ambisessualità e la bisessualità, l'intersessualità, il genere neutro o asessualità, l'eunuco, il non-sessuale, gli indifferenziati, i gay, le lesbiche, i queer, gli invertiti, gli omosessuali, il polimorfismo, i polarizzati, i labili, il travestitismo, gli Hijra e i Two Spirit.
Nel 2013 il romanzo di debutto lesbo-fantasy di Natasja Hellenthal intitolato The Queen's Curse è diventato un best seller di Amazon.com; mentre in The Comyenti Series il personaggio femminile principale è bisessuale e si innamora di un personaggio lesbo. I "Comyentis" sono una specie bisessuale soprannaturale e dedita al paranormale.

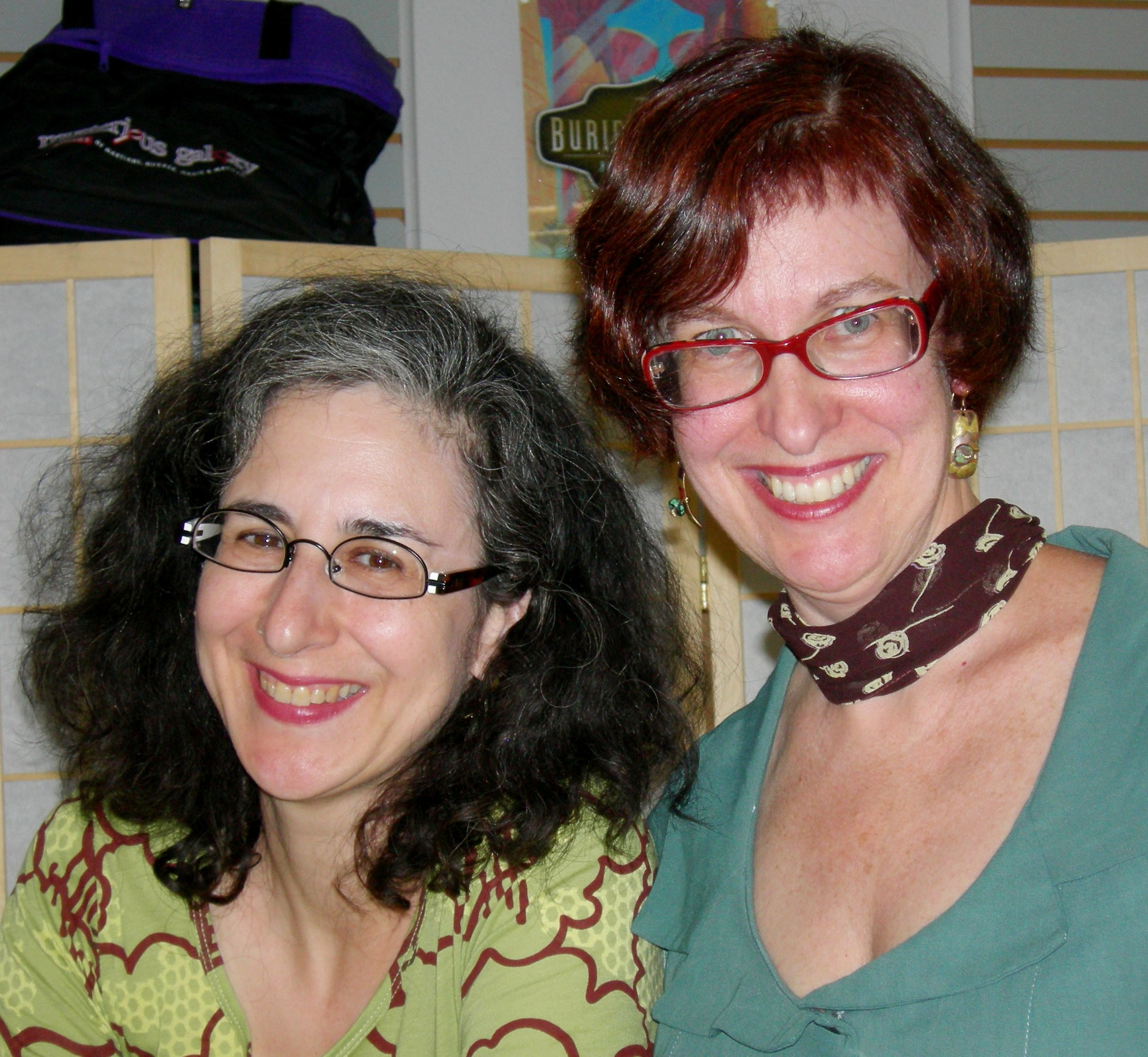
Ellen Kushner assieme alla moglie e collaboratrice Delia Sherman

La serie di romanzi mannerpunk Swordspoint di Ellen Kushner presenta protagonisti sia omosessuali che bisessuali nel mondo fantasy di Riverside del XVIII secolo. Ha generato Swordspoint: Tremontaine, con una sezione "Fantasy of Manners" interamente dedicata e scritta da diversi autori. Gli audiolibri relativi hanno vinto l'"Audie Award 2013" per il Best Audio Drama, gli "Earphones Award" di AudioFile Magazine e il "Communicator Award 2013: Gold Award of Excellence (Audio)". Il sequel Swordspoint The Fall of the Kings, scritto a quattro mani con la collaborazione della moglie Delia Sherman ha invece vinto il "Wilbur Award del 2014".
All'interno della letteratura dell'immaginario si è anche potuto verificare un considerevole aumento di rappresentanza LGBT. In particolar modo a partire dal 2001 in poi vi è stato uno sforzo concertato per esplorare questo tema nella letteratura autorizzata del media franchise space opera Star Trek.
Nel remake Star Trek: Deep Space Nine - ma che non fa parte del Canone di Star Trek - i romanzi post-serie che seguono la fine dell'omonima serie televisiva, una linea seriale che fa da passaggio ad una certa specie, gli Andoriani, venne accolta a 4 mani permettendo in tal maniera l'esplorazione di "quarti generi" collaboranti in due specie femminili e altrettanti maschili.

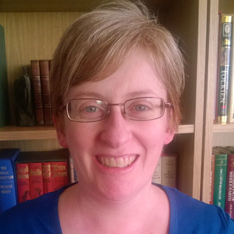
Foto di Una McCormack

In A Stitch in Time di Andrew Robinson si è suggerita la pansessualità del proprio protagonista Elim Garak, il che è stato seguito anche nei romanzi successivi, specialmente in The Crimson Shadow di Una McCormack del 2014. Nella serie originale Star Trek: Vanguard creata da Marco Palmieri e David Alan Mack due dei personaggi principali erano un'ufficiale lesbica dei vulcaniani e un'agente dell'intelligence Klingon, anch'essa lesbica.

## Fumetto
Per gran parte del XX secolo i rapporti omosessuali furono largamente scoraggiati dall'essere mostrati nei fumetti i quali continuavano ad essere visti come diretti principalmente ad un pubblico giovane. Fino al 1989 il Comics Code Authority (CCA), che impose una censura "de facto" su tutti i fumetti venduti attraverso le edicole statunitensi, proibì una qualsiasi allusione all'omosessualità o di "suggestione"-suggerimento ad essa.
Gli artisti dovettero quindi abbandonare quasi del tutto i già sottili accenni, pur non affermando direttamente l'orientamento sessuale di un personaggio. I temi gay e lesbici vennero quindi rinvenuti inizialmente nei titoli di cultura underground e nel fumetto alternativo che non avevano il marchio di approvazione della CCA.

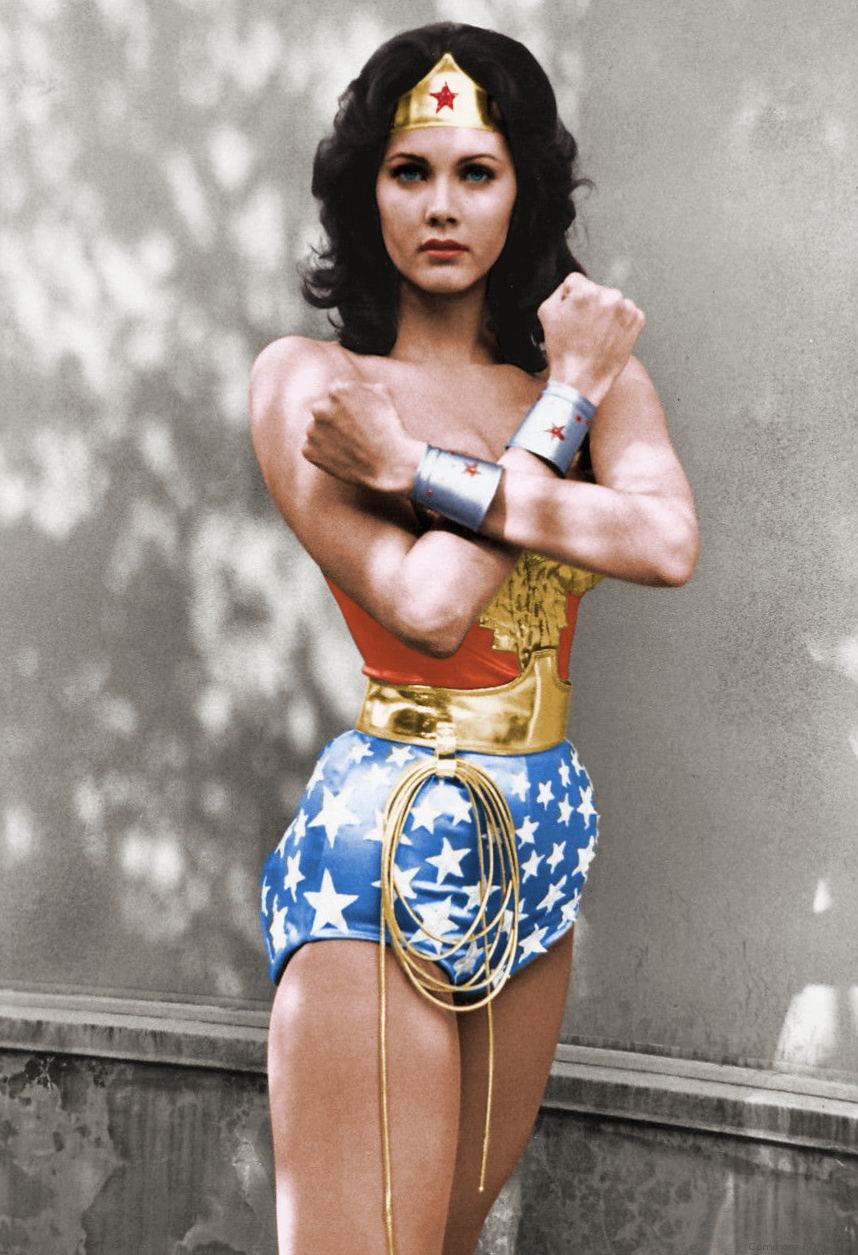
Lynda Carter, la più nota incarnazione di Wonder Woman, nel 1976

Il "Comitato d'autorità" nacque in risposta al libro Seduction of the Innocent di Fredric Wertham, in cui i fumettisti furono accusati di tentare d'influenzare negativamente i bambini con immagini di violenza e sessualità, compresa "l'omosessualità come messaggio subliminale". L'autore, uno psichiatra, asserì quindi che la forza e l'indipendenza di Wonder Woman la rendevano una lesbica, mentre la tipologia acquisita nelle storie relativa al media franchise Batman "può stimolare i bambini in direzione di fantasie omosessuali" più o meno scoperte.
Negli ultimi decenni il numero di personaggi LGBT è aumentato notevolmente all'interno dei fumetti di supereroi tradizionali; proseguono tuttavia ad essere relegati in ruoli di supporto e generano spesso critiche per il trattamento loro riservato.

### Marvel
Northstar di Alpha Flight è stato il primo grande personaggio gay dell'universo Marvel Comics e rimane anche uno di quelli più famosi presente nel fumetto tradizionale. Creato nel 1979 come membro della squadra di supereroi originale di Alpha Flight la sua identità sessuale venne accennata fin all'inizio della sua storia nel 1983 (nei numeri 7 e 8), ma non ancora dichiarata apertamente.
L'apparente mancanza di interesse che dimostra da sempre nei riguardi delle donne è stata segnata dalla sua ossessiva spinta a vincere come campione di sci. Il personaggio ha fatto finalmente coming out nel numero 106 del 1992 e la rivelazione ha creato un caso nazionale.
Nel 2002 venne riproposto il personaggio western di Rawhide Kid su MAX Comics, introducendo in tal maniera il primo protagonista apertamente gay ad assumere un tale ruolo nella sua rivista. La prima edizione della saga fu denominata "Slap Leather". Secondo un articolo di CNN.com la sessualità del personaggio è trasmessa indirettamente, attraverso eufemismi e giochi di parole, mentre lo stile del fumetto è un mito di camp e kitsch (campy).
I gruppi conservatori protestarono rapidamente contro la manifesta omosessualità dell'eroe affermando con forza che i bambini ne sarebbero risultati irrimediabilmente corrotti, tutto ciò anche se le copertine stesse recavano la dicitura "Solo per adulti". La politica della Marvel aveva difatti dichiarato che tutte le serie che enfatizzano i personaggi gay solitari devono recare un'etichetta "Solo per adulti", in risposta alle proteste conservatrici.

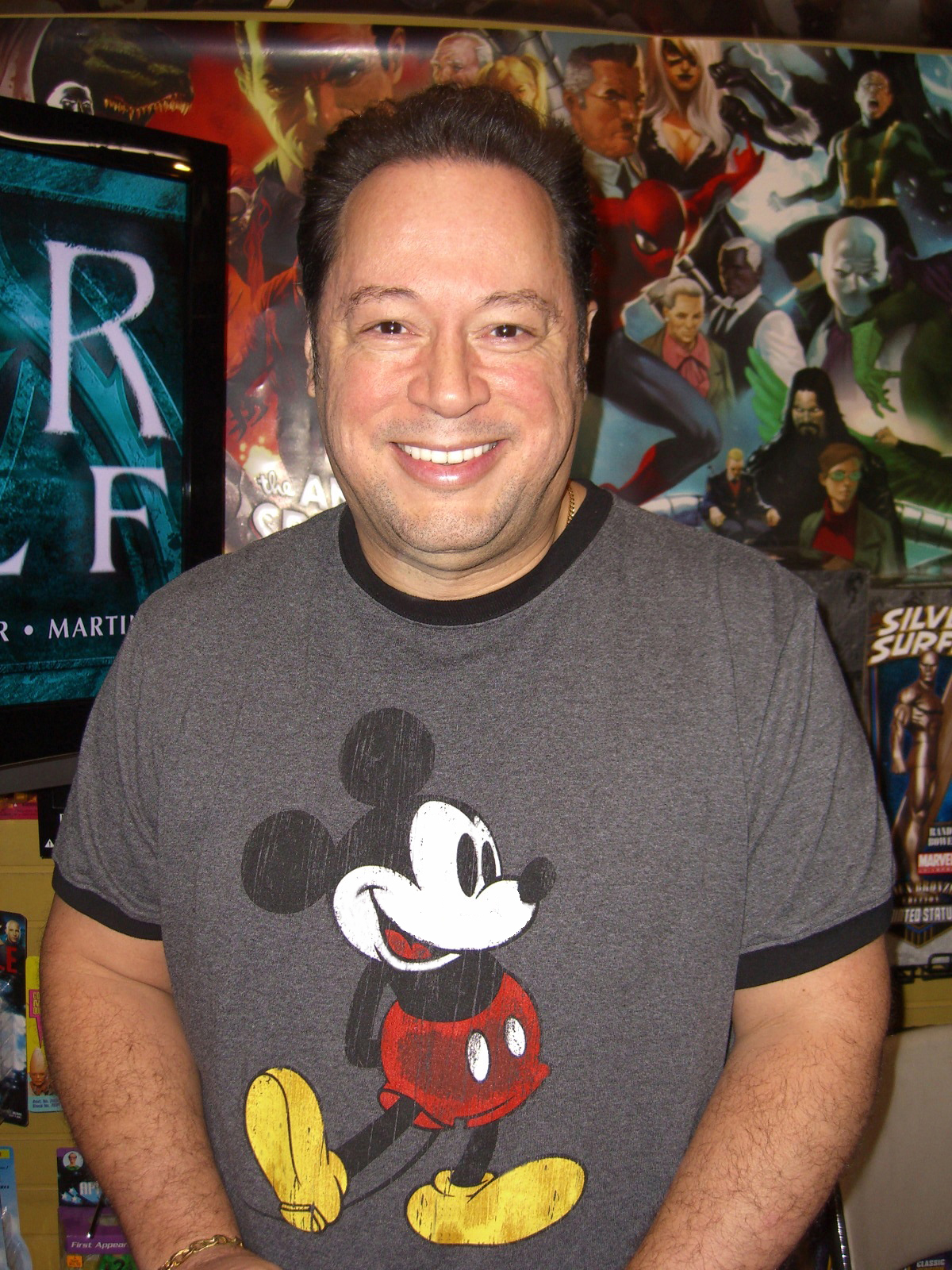
Joe Quesada in una foto del 2010

Ma nel 2006 il curatore editoriale Joe Quesada dichiarò che questa politica non era più in vigore e pertanto la Marvel ricevette il "Best Book Award 2005" della Gay & Lesbian Alliance Against Defamation (GLAAD) per i loro supereroi Giovani Vendicatori, che pur includendo alcuni personaggi apertamente gay fu pubblicato come un fumetto tradizionale alcuna senza etichetta di avvertimento.
Nel 2012 infine, nonostante alcune proteste iniziali, la Marvel pubblicò un numero di Astonishing X-Men in cui si può vedere Northstar contrarre un matrimonio tra persone dello stesso sesso con il suo compagno di nome Kyle.

### DC
La DC Comics si attira sovente critiche per il suo largo uso di stereotipi LGBT. Firebrand, un supereroe che debuttò nel 1941, viene considerato a volte un primo esempio di ciò con il suo costume inizialmente trasparente e/o in tinta rosata. Lo sceneggiatore Roy Thomas scrisse balloon di pensiero i quali suggerivano che Firebrand fosse coinvolto in una relazione omosessuale con il suo aiutante nonché guardia del corpo Slugger Dunn, sebbene questi accenni non andassero mai oltre il sottotesto.
Un esempio più moderno è il violentissimo supereroe vigilante Midnighter. Similmente a Batman è stato mostrato in una relazione con "l'Apollo" di tipologia Superman durante il loro periodo come membri della squadra di denominata The Authority. Attualmente i due si sono sposati ed hanno anche una figlia attraverso l'adozione da parte di coppie dello stesso sesso.
Nel 2006 "DC Comics" si attirò ancora una volta l'attenzione diffusa dei media annunciando una nuova incarnazione lesbica del noto personaggio di Batwoman, anche se i personaggi minori apertamente lesbici come l'ufficiale di polizia di Gotham City, Renee Montoya, già esisteva ed era ben presente nel media franchise.

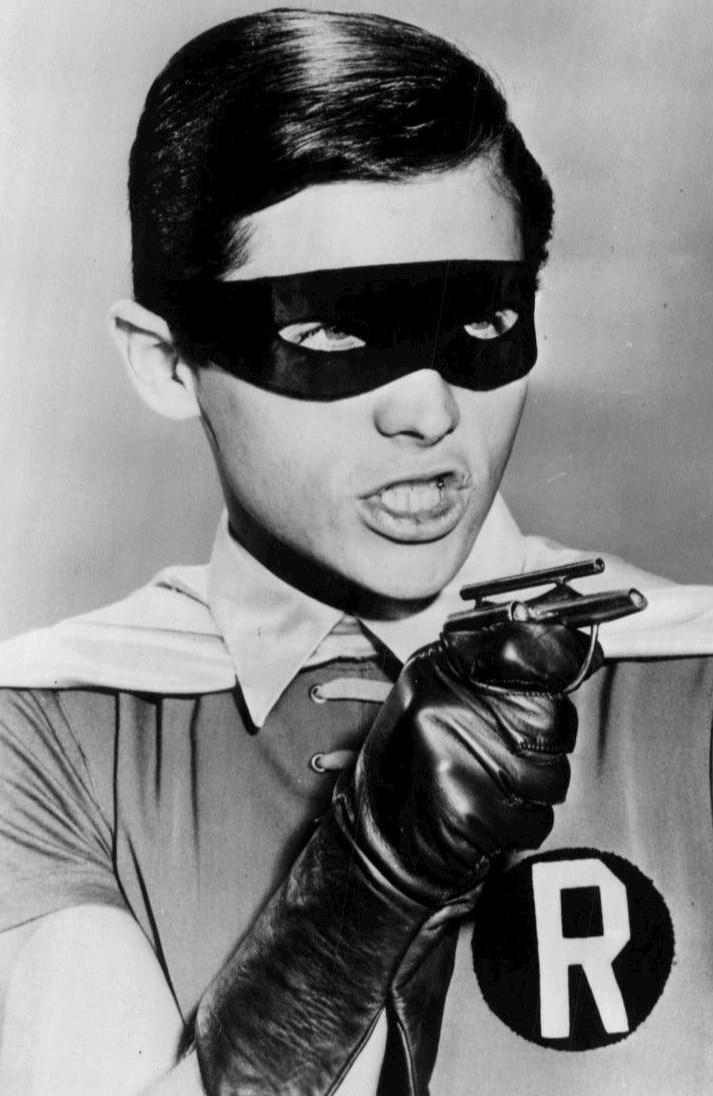
Burt Ward nei panni di Robin (il pettirosso) nella serie televisiva degli anni sessanta Batman

Oltre ai veri e propri personaggi LGBT vi sono state delle polemiche sulle varie interpretazioni omosessuali dei personaggi dei fumetti nonché dei supereroi più famosi. Il rapporto del maturo Batman con il poco più che adolecente Robin è notoriamente oggetto di esame, nonostante la maggior parte dei creatori associati neghi con decisione che almeno uno dei due protagonisti possa venire considerato gay.
Lo psicologo Fredric Wertham, che in Seduction of the Innocent asserì che "le storie di Batman sono psicologicamente omosessuali", ha affermato di trovare una "sottile atmosfera di omoerotismo che pervade gran parte delle avventure del maturo Batman vissute con il suo molto più giovane amico Robin". È stato anche proposto il fatto che Batman rimane assai interessante per il pubblico gay perché "è stato uno dei primi personaggi di fantasia ad essere attaccato sulla base della sua presunta omosessualità" e "la serie TV degli anni '60 Batman rimane una pietra miliare del genere artistico camp".
Lo scrittore Frank Miller ha descritto il rapporto intercorrente tra Batman e Joker come un "incubo da omofobia", considerando il personaggio come niente più che un tentativo di sublimazione dei suoi impulsi sessuali nella lotta al crimine.
Alcuni continuano a commentare le interpretazioni omosessuali di Batman. Un esempio degno di nota si è verificato nel 2000, quando DC Comics rifiutò di autorizzare la ristampa di quattro tavole (le n. 79, 92, 105 e 139) per illustrare il saggio di Christopher York intitolato All in the Family: Homophobia and Batman Comics in the 1950s.
Un altro fatto simile accadde nell'estate del 2005 quando il pittore Mark Chamberlain mostrò un certo numero di stampe ad acquerello che ritraggono Batman e Robin in pose suggestive e sessualmente esplicite. DC a questo punto minacciò sia l'artista che la galleria "Kathleen Cullen Fine Arts" di far avviare un'azione legale se non avessero cessato immediatamente di vendere queste opere e richiese tutta la serie artistica rimanente, così come qualsiasi profitto derivatone.
Molti dei personaggi gay di DC, come Obsidian e Renee Montoya, sono stati cambiati o sostanzialmente cancellati nell'iniziativa editoriale The New 52 datata 2011; nel frattempo ad altri, come Kate Kane, è stata data molta meno attenzione e importanza rispetto a prima del riavvio.
Nel 2012 venne annunciato che un personaggio "iconico" sarebbe ora divenuto apertamente gay nel nuovo universo DC; fu in seguito rivelato che si trattava di Alan Scott, l'originale Lanterna Verde. Ciò ha condotto a clamori di protesta da parte dei fan in quanto il suo status di "icona" è discutibile, ed in realtà non esiste nell'universo mainstream DC. Ciò significava anche che il personaggio gay, Obsidian, non esisteva perché era in realtà il figlio di Alan Scott.

### Manga

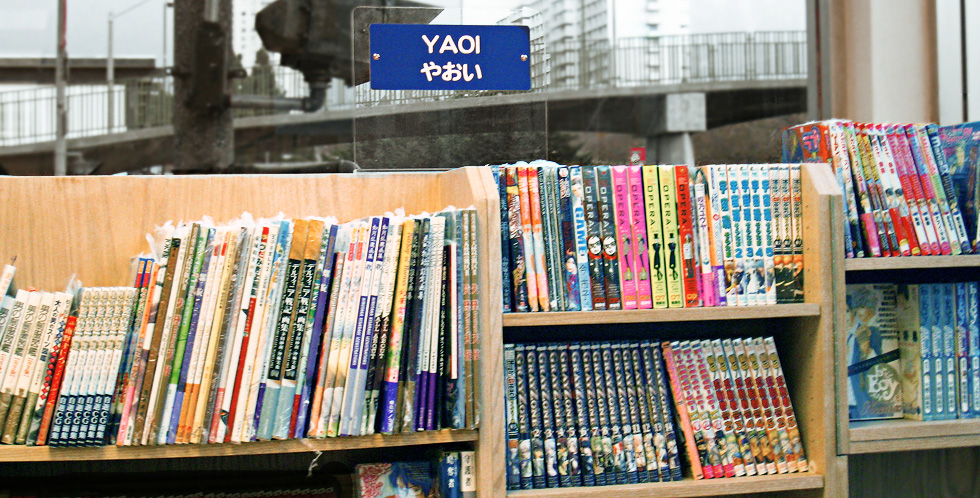
Sezione yaoi in una libreria giapponese

Yaoi e yuri, conosciuti rispettivamente anche come boys' love e girls' love (o shōnen'ai e shōjo-ai in Occidente, sebbene tali denominazioni non vengano utilizzate nella patria d'origine a causa del senso pedofilo di sottofondo) sono dei generi giapponesi i quali hanno come tema il romanticismo omosessuale, questo attraverso una varietà di media.
Entrambi si sono rapidamente diffusi anche al di fuori del Giappone e gli originali tradotti sono resi disponibili in molti paesi e lingue.
I protagonisti non tendono comunque automaticamente ad auto-identificarsi come omosessuali o bisessuali. Come accade anche per molti altri manga e anime i tropi e le ambientazioni fantasy o fantascientifiche sono relativamente comuni; per fare solo un esempio Il cuneo dell'amore, una serie di light novel yaoi risalente agli anni 1980 e descritta come un "magnum opus" del genere "boys' love", coinvolge un sistema castale con ambientazione fantascientifica.

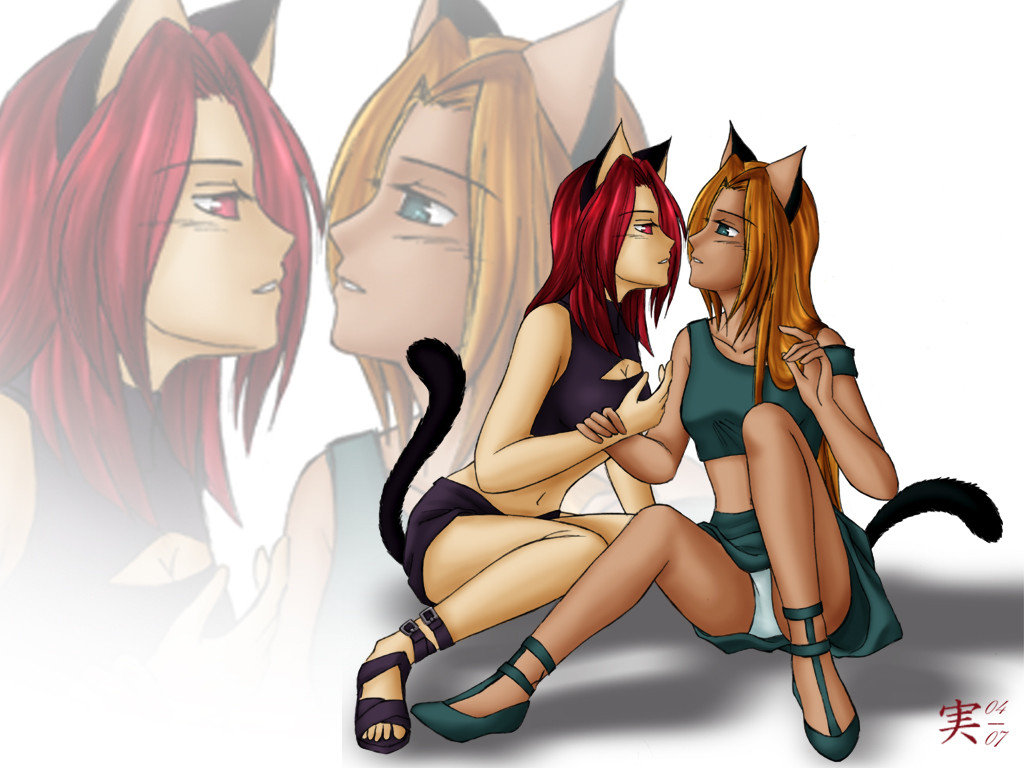
Un esempio di yuri-art

Simoun è stato invece descritto come "una meravigliosa serie di fantascienza" che non ha d'altra parte alcun bisogno di fare affidamento sul suo contenuto yuri per fare appello e presa sul pubblico.
Lo yaoi è stato anche spesso criticato per i ritratti fortemente segnati da stereotipi LGBT, quando non apertamente riconducibili all'omofobia, dei suoi personaggi oltre che per non riuscire in alcuna maniera ad affrontare le questioni reali inerenti alle persone omosessuali. La discriminazione, quando viene presentata come una problematica, viene per lo più utilizzata in quanto strumento per accrescere la drammaticità della situazione o per dimostrare la purezza dell'amore dei suoi protagonisti.

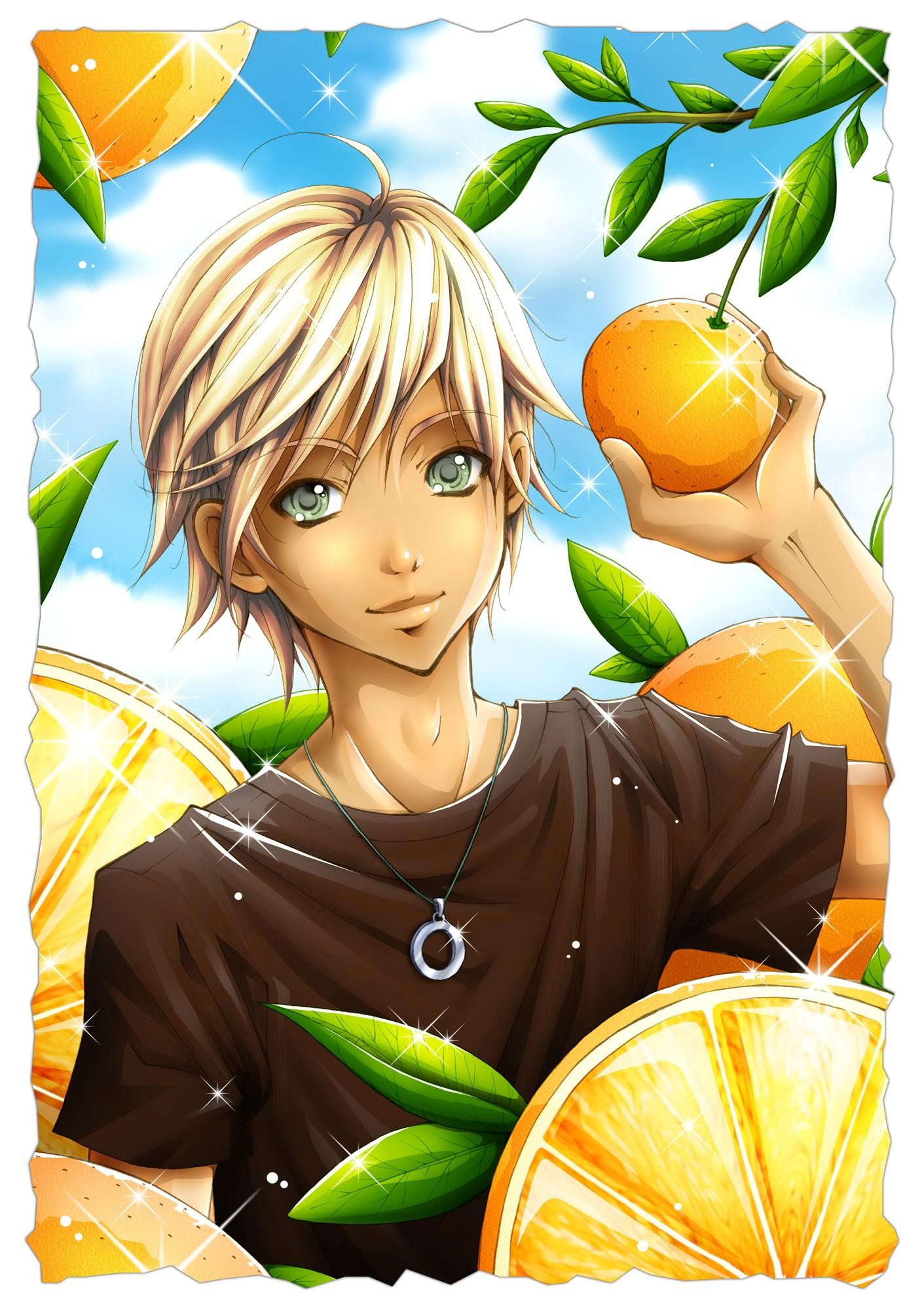
Un ragazzo bishōnen

Matt Thorn ha suggerito che il BL sia una storia d'amore la quale mantiene però anche forti temi e risvolti politici, il che può diventare uno spunto per i lettori; i critici dichiarano che il genere sfida l'eteronormatività tramite il "queer" bishōnen.
Esiste poi anche uno stile di manga denominato Bara, che è tipicamente scritto da omosessuali e rivolto ad un pubblico gay adulto; esso contiene spesso temi più realistici se confrontato con lo Yaoi ed è più incline a riconoscere l'omofobia e la natura tabù dell'omosessualità in Giappone. Mentre i commentatori occidentali a volte raggruppano Bara e Yaoi insieme in un unico gruppo, sia gli autori che i loro fans li considerano due formule di narrazione fumettistica nettamente distinte e separate.

## Film e televisione
Nella stragrande maggioranza dei casi la narrativa fantastica in televisione e al cinema è rimasta indietro se paragonata alla letteratura nei suoi ritratti dell'omosessualità. Le relazioni sessuali nei principali franchising di fantascienza, come già detto, sono state generalmente descritte come di natura eterosessuale; rapporti inter-etnici e inter-specie vengono comunemente raffigurati, mentre quelli gay o lesbici e i personaggi transgender continuano a rimanere assai più rari.

### Film
I personaggi LGBT nei film iniziarono ad apparire con una qual certa più regolarità soltanto a partire dagli anni 1980. Le pellicole della fine degli anni 1920 e del decennio successivo provarono a riflettere gli atteggiamenti relativamente liberali del tempo, potendo pertanto includere allusioni/insinuazioni di natura sessuale ed alcuni riferimenti più o meno diretti all'omosessualità; ma dagli anni 1930 e fino al 1968 l'industria cinematografica statunitense dovette seguire il "Production Code" ed attenersi ad esso.
Questo non mancò di enunciare ciò che poteva o meno venire considerato moralmente accettabile ("ordine morale") per creare audience nonché davanti ad un pubblico generalista; qualsivoglia riferimento alla perversione sessuale - in ogni forma questa si manifestasse - furono conseguentemente proibiti. In pratica la totalità dei film statunitensi aderì al suddetto codice di condotta e una censura del tutto similare si presentò comunemente anche in altri paesi.

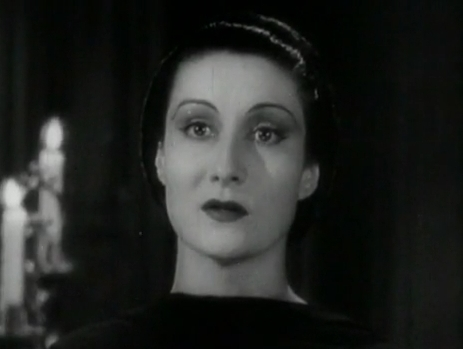
Gloria Holden, La figlia di Dracula

Ad esempio una versione precedente del primo film sul vampirismo lesbico, La figlia di Dracula (1930) il quale presentò l'omosessualità nel suo carattere di "passione predatoria" - così come venne descritto in Lo schermo velato - fu respinto dal "British Board of Film Classification" nel 1935 affermando tra le altre cose che: ""... avrebbe bisogno di una mezza dozzina di lingue per poter esprimere adeguatamente tutta la propria bestialità".

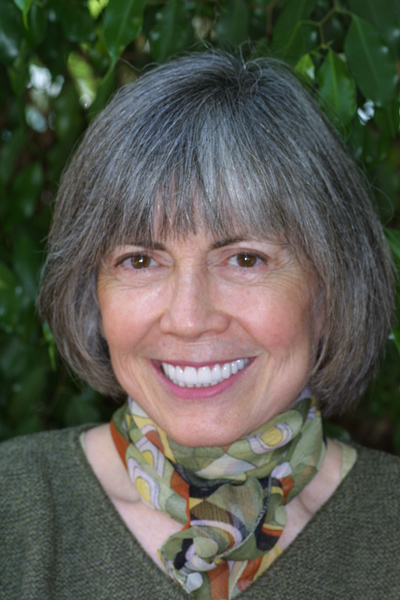
Foto di Anne Rice nel 2007

L'autrice dell'orrore Anne Rice avrà l'occasione di citare proprio questo film come fonte d'ispirazione diretta per la sua fiction vampirica a tema omoerotico, battezzando nel proprio romanzo La regina dei dannati (1988, parte delle Cronache dei vampiri) un locale denominato "Dracula's Daughter" in onore della pellicola succitata.

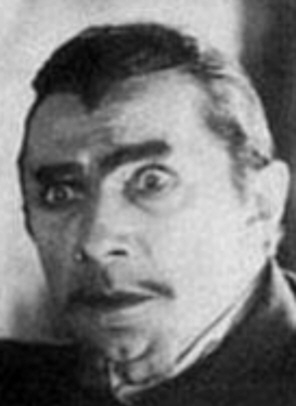
Bela Lugosi in una scena tratta da L'isola degli zombies

In conclusione i film prodotti sotto una tale censura non poterono far altro che introdurre la tematica omosessuale come una "sotto-corrente mascherata"; ma anche in questo caso non mancheranno di scoppiare controversie, come accadde per fare solo un esempio nel caso dell'horror intitolato L'isola degli zombies (1932) e divenuto presto un vero e proprio film di culto.
La regolamentazione molto meno rigida della cinematografia post-Codice Hays permise in parte alla sessualità di presentarsi e far capolino in una maniera relativamente più aperta tanto che il cinema nel suo complesso è divenuto sessualmente più esplicito in particolare a partire dagli anni 1980 in poi, pur mirando molto semplicemente ad intrattenere piuttosto che esplorare le dinamiche sessuali sottostanti.
Gran parte del sesso presente nei film di genere fantastico ha quindi il solo scopo di "titillare"; una rassegna di revisione del cinema fantastico e del cinema di fantascienza l'ha chiaramente identificato - almeno nel 10-15% dei casi - come una pornografia softcore, rimanendo comunque raro poter vedere dei personaggi gay muoversi all'interno del tessuto della trama.
Il cinema dell'orrore, che ha fatto dell'espressione sessuale una delle sue maggiori preoccupazioni, continuarono ad essere più moderatamente censurati, a causa della percezione che giungeva ad etichettarli come poco seri e leggeri. Il vampiro in particolar modo è stato descritto come un'ovvia metafora riconducibile all'erotismo e, di conseguenza, numerosi suoi film a partire dagli anni 1970 implicano fortemente o esplicitamente il lesbismo, seguendo l'ispirazione originaria della storia di vampirismo lesbico Carmilla.
Per quanto riguarda l'Italia, negli anni '70 Dario Argento ha spesso inserito personaggi dichiaratamente omosessuali in film come Profondo rosso, L'uccello dalle piume di cristallo, Il gatto a nove code, Tenebre e 4 Mosche di Velluto Grigio.

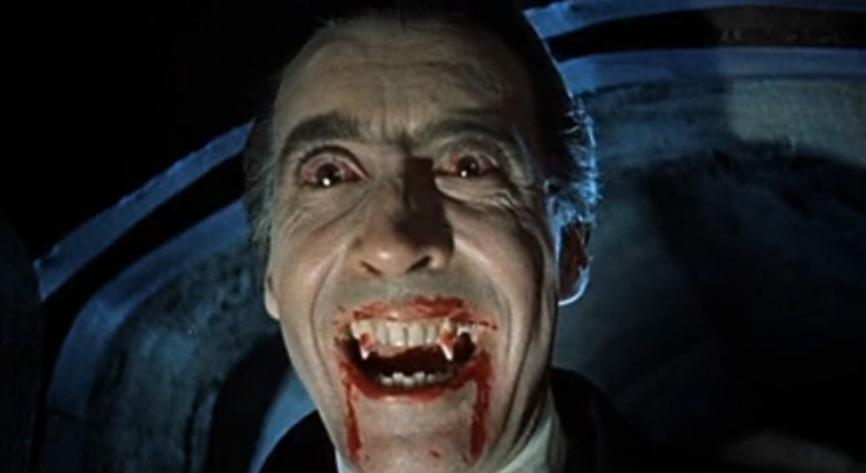
Christopher Lee nei panni del Conte Dracula nel film Dracula il vampiro (1958)

Il Conte Dracula, prototipo del vampiro di Hollywood, ha dimostrato di essere apertamente gay nel film di parodia datato 1969 e con il titolo di Does Dracula Suck?, fino al rappresentante del cinema pornografico Dracula Suck del 1978.
I film di genere a tematica LGBT rimangono come detto alquanto rari e l'inclusione di personaggi gay nel cinema fantastico continua a relegarli in ruoli del tutto secondari, come accade per il personaggio "stereotipato, effeminato nonché frenetico omosessuale" interpretato da Harvey Fierstein nel blockbuster del 1996 Independence Day; un film il cui tema principale è stato descritto come l'ansia che circonda le amicizie maschili e la difesa da panico gay.
È poi anche interessante notare che in questo caso il regista Roland Emmerich è apertamente gay. Esistono poi ancora alcuni casi del tutto curiosi come Cthulhu (2007), un thriller-horror basato sulle opere di Howard Phillips Lovecraft, in cui il protagonista è gay; ma non è questo l'argomento principale della trama, anche se rimane importante per il successivo sviluppo della psicologia del personaggio. Il film è percorso da mostri di vario genere e tormentato da avvenimenti inquietanti.

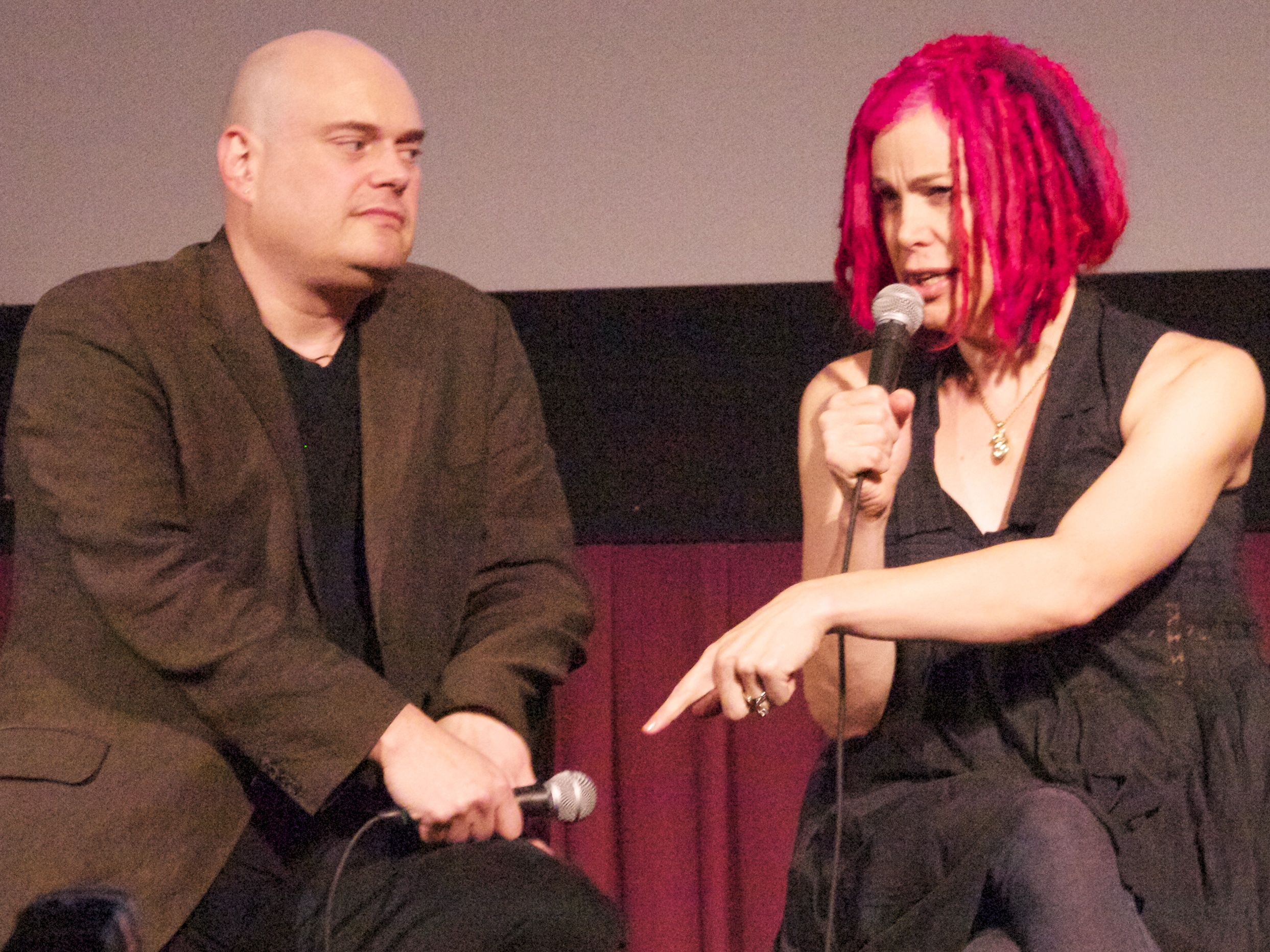
Foto di Lana e Lilly Wachowski alla presentazione ufficiale di Cloud Atlas

In V per Vendetta inoltre vi sono due personaggi secondari - uno gay, l'altro lesbica - mostrati come vittime della distopia totalitaria. Il 2012 ha visto la luce dell'epopea intitolata Cloud Atlas dei registi transessuali Lana e Lilly Wachowski assieme a Tom Tykwer la quale presenta in una delle sei storie prese in esame anche una coppia di personaggi gay.

### Televisione
I personaggi LGBT cominciarono ad apparire in televisione con una relativa frequenza a partire dagli anni 1990. Lo spettacolo space opera del 1994 Babylon 5 introdusse un personaggio chiaramente bisessuale, Susan Ivanova (interpretata da Claudia Christian), la cui relazione con un'altra donna guerriera venne rivelata nel corso della 2ª stagione (1996).
La rivista Advocate definì un tale rapporto come la cosa più vicina a cui il media franchise di Star Trek o qualsiasi altro suo "clone" - come venne definito lo show - era giunto per presentare una "creatura omosessuale, molto al di sotto di un essere umano gay". La stessa trasmissione prosegue nell'esplorazione delle relazioni non eterosessuali in un imprecisato futuro con l'introduzione di un matrimonio tra persone dello stesso sesso (due uomini) e la successiva luna di miele come copertura per due dei personaggi principali che si trovavano in missione segreta nella colonia di Marte durante la 4ª stagione del programma.

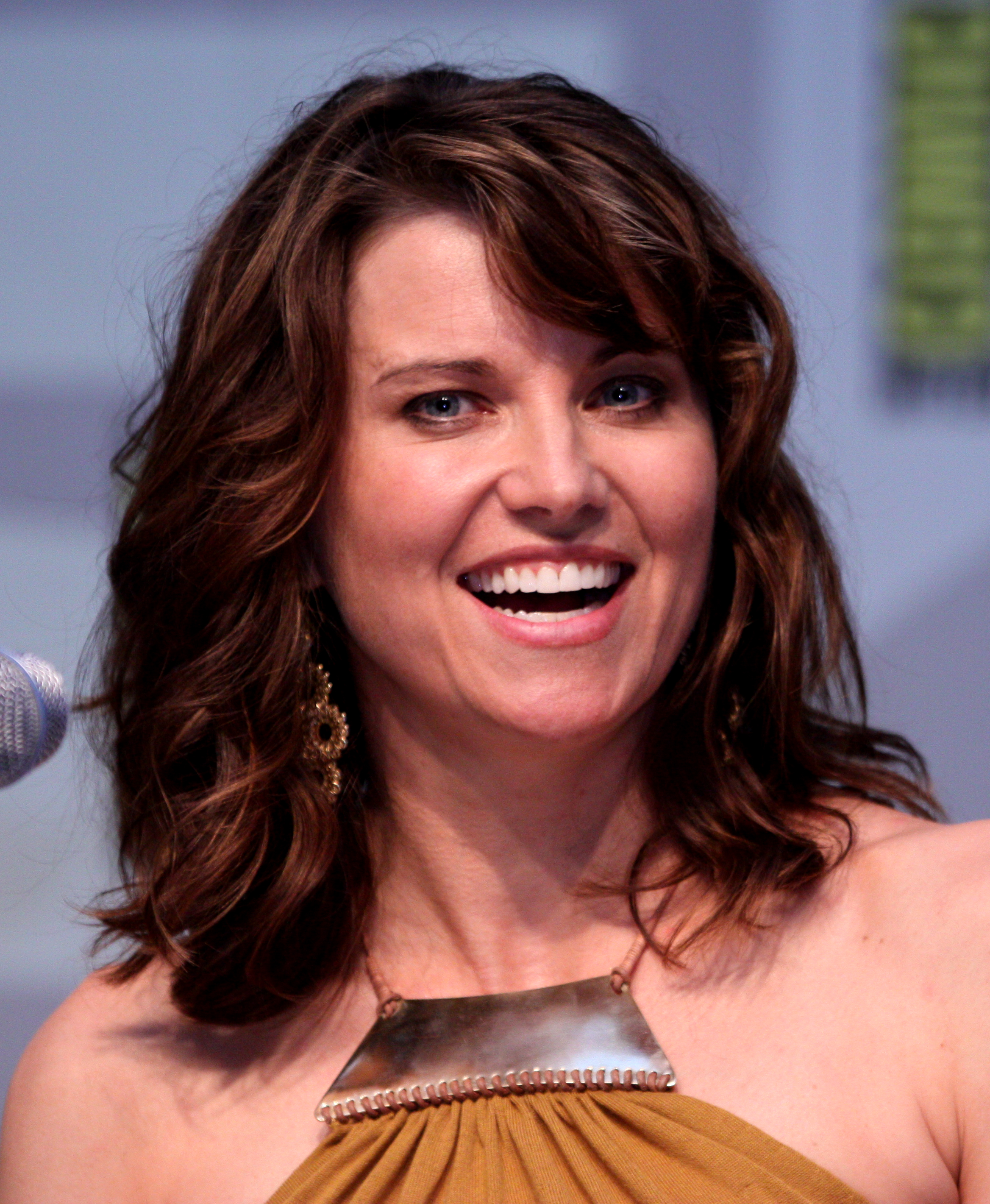
Lucy Lawless interpreta Xena in Xena - Principessa guerriera

La serie fantasy Xena - Principessa guerriera introdusse le sue due protagoniste, Xena (Lucy Lawless) e Olimpia (Renee O'Connor), come compagne molto strette; le speculazioni sorte tra i fan sulle sfumature lesbiche della vicenda ha condotto loro a farle diventare velocemente delle vere e proprie icone lesbiche, sebbene l'eventuale contenuto di carattere omosessuale sia sempre rimasto solo a livello di sottotesto.

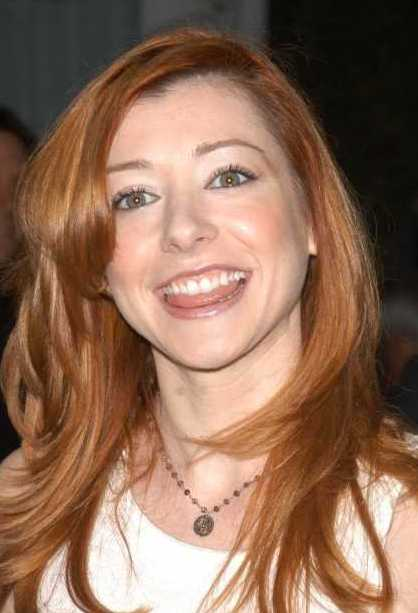
Alyson Hannigan interpreta Willow Rosenberg in Buffy l'ammazzavampiri

La trasmissione è stata citata come innovativa per la sua rottura e trasgressione nei confronti delle barriere socio-moraliste ancora presenti, più evidenti in programmi successivi come l'horror-action Buffy l'ammazzavampiri il quale ha introdotto un certo numero di personaggi LGBT. I più famosi tra di essi rimangono la protagonista Willow Rosenberg (interpretata da Alyson Hannigan) e le sue compagne Tara Maclay (Amber Benson) e Kennedy (interpretata da Iyari Limon). Benché lodate per la loro "sana relazione" e rappresentando il primo partenariato lesbica tra personaggi principali della TV in prima serata, altri non hanno mancato di criticare l'uso della stregoneria come metafora della sessualità lesbica. La sopravvenuta morte di Tara, immediatamente dopo la sua riconciliazione sessuale con Willow, ha provocato un certo clamore all'interno del movimento LGBT in quanto lo ha veduto come uno dei "cliché" cari all'omofobia di più vecchia data.

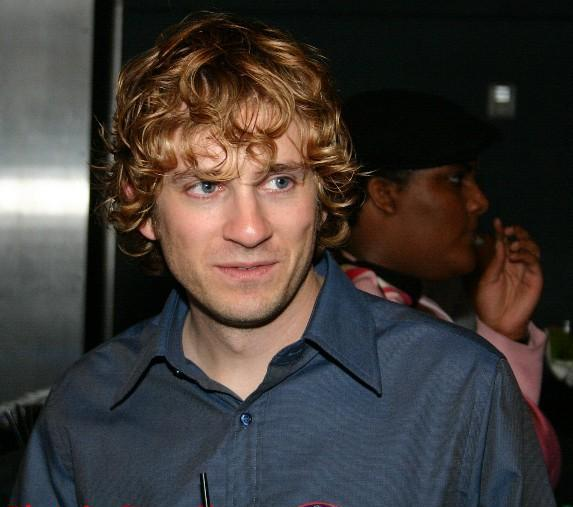
Tom Lenk interpreta il personaggio di Andrew Wells

Andrew Wells (interpretato da Tom Lenk), uno dei cattivi ricorrenti nonché eventuale alleato, era fortemente implicato nell'essere omosessuale, anche se velato. Il tema venne ripreso nelle fiction televisive fantastico-fantascientifiche immediatamente seguenti, tra le quali anche Torchwood. Questa serie TV ha vinto numerosi premi a tema LGBT ed è stata considerata autenticamente rivoluzionaria nell'interpretazione data dell'omosessualità adolescenziale maschile. Si tratta di un programma fantascientifico britannico, spin-off della lunga serie di Doctor Who e trasmesso per la prima volta nel 2006 su BBC Three.
Nella trama di Torchwood vengono esplorati diversi temi, in particolare quelli inerenti ai diritti LGBT nel mondo; una discreta varietà di personaggi sono ritratti come sessualmente fluidi e attraverso di loro la serie esamina le relazioni sia omo che bisex. Sebbene la natura di questa flessibilità sessuale non venga discussa esplicitamente, i suoi personaggi offrono diverse prospettive di orientamento sessuale.

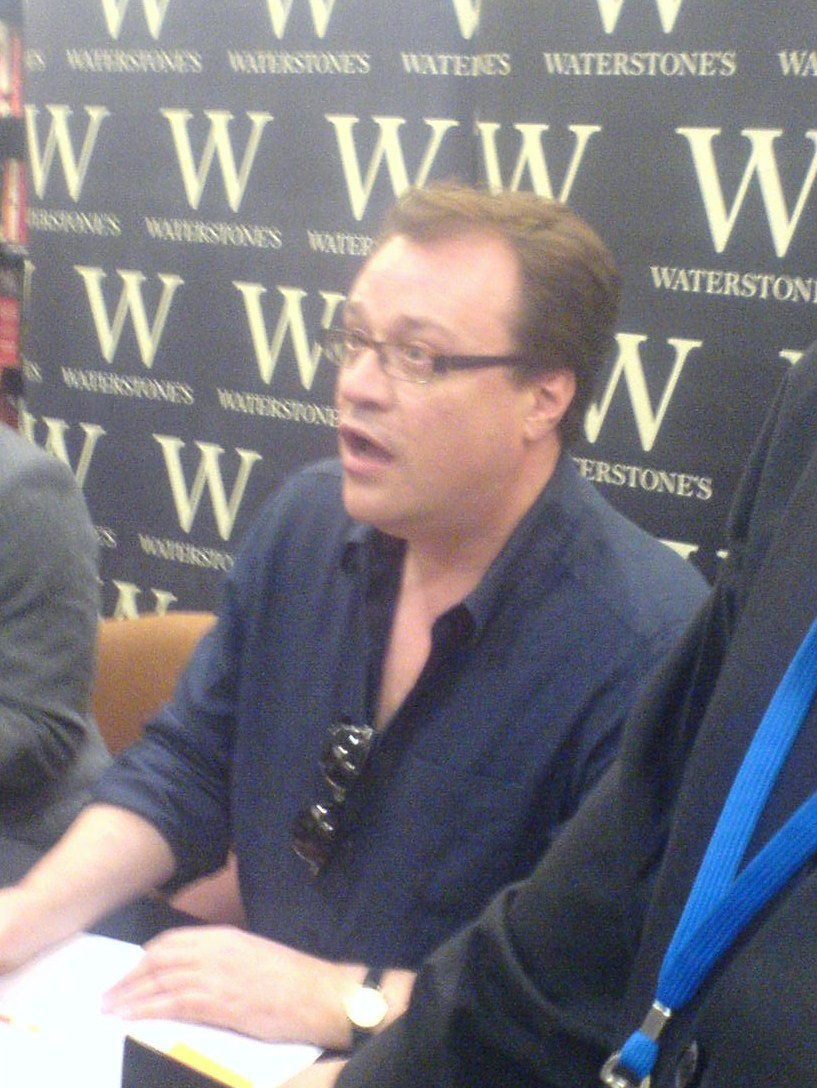
Russell T Davies, ideatore di Torchwood

The Sun ha finito con il descrivere la totalità dei personaggi di Torchwood come bisessuali. L'ideatore della serie Russell T Davies ha dichiarato che spera di sfidare le aspettative del pubblico nei riguardi dei personaggi cosiddetti monosessuali: "Senza renderlo politico o noioso, questo sarà un programma molto bisessuale. Voglio abbattere le barriere cosicché non possiamo più definire quale dei personaggi è gay, dobbiamo altresì iniziare a mescolare le cose, piuttosto che pensare: questo è un personaggio gay e pertanto andrà sempre e comunque solo con gli uomini".
Davies ha descritto anche il capitano Jack Harkness (interpretato da John Barrowman) come un pansessuale: "Si può giungere a scoprire qualsiasi cosa da un nascondiglio, Jack non categorizza le persone: se lui immagina qualcosa, lo farà assieme a te'.

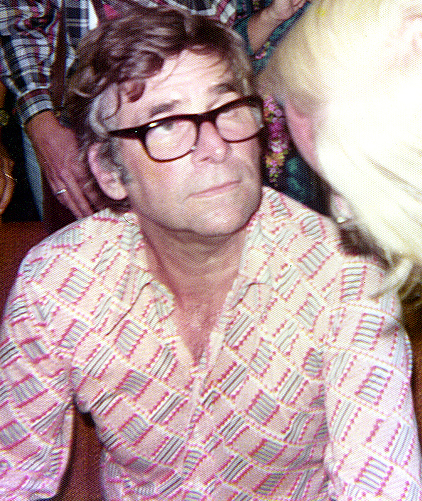
Gene Roddenberry, creatore di Star Trek

L'introduzione di significativi personaggi LGBT nelle contemporanee serie televisive di genere fantastico non è stata in ogni caso generalizzata. Ad esempio la mancanza di aperte relazioni omosessuali in Star Trek è stata a lungo una delle note più dolenti per il fandom LGBT; in alcuni casi si è arrivati persino ad organizzare un boicottaggio contro il franchise per protestare contro il mancato inserimento di caratteri LGBT. È stato inoltre sottolineato come lo stesso Gene Roddenberry avesse fatto affermazioni in età avanzata del tutto favorevoli all'accettazione dell'omosessualità e quindi anche alla rappresentazione delle sue relazioni in Star Trek, ma che nonostante ciò la copertura data fosse sempre rimasta assai scarsa su questi temi.
L'International Review of Science Fiction aveva pubblicato nel 2005 un servizio dal titolo Prigionieri di dogma e pregiudizio: perché non ci sono personaggi G / L / B / T in Star Trek: Deep Space 9. In un'intervista del fandom dal 2000 lo sceneggiatore Ronald D. Moore ha suggerito che il motivo per cui non esistevano personaggi gay nella serie televisiva era perché qualcuno lo voleva in questo modo e nessun sostegno da parte di fan, cast o membri dell'equipaggio avrebbe potuto sortire alcuna inversione di rotta in tal senso.
All'interno del canone di Star Trek non vi è stato per molti anni alcun personaggio LGBT ufficialmente riconosciuto in nessuno degli spin-off televisivi fino alla serie Star Trek: Discovery, iniziata nel 2017, che presenta nel cast fisso un personaggio apertamente omosessuale, Paul Stamets e il suo compagno Hugh Culber, entrambi ufficiali superiori all'interno dell'equipaggio della nave stellare Discovery.
L'identità di genere tuttavia era stata occasionalmente trattata come una delle "problematiche" prese in esame anche all'interno delle serie degli anni novanta, come tema specifico di singoli episodi, come ad esempio Rejoined (il 78°) in Star Trek: Deep Space Nine del 1995: si è trattato in questo caso del primo episodio dello show a presentare una relazione di amore romantico tra persone dello stesso sesso con tanto di bacio lesbico. Successivamente il franchise ha ritratto qualche altro bacio omosessuale, ma sempre nel contesto del malvagio "universo dello specchio" (ne Il nuovo mantello dell'imperatore - The Emperor's New Cloak, il 162°) o della presa di possesso del corpo (in Signore della guerra- Warlord e altri episodi) e spesso per scopi comici tra personaggi altrimenti eterosessuali.

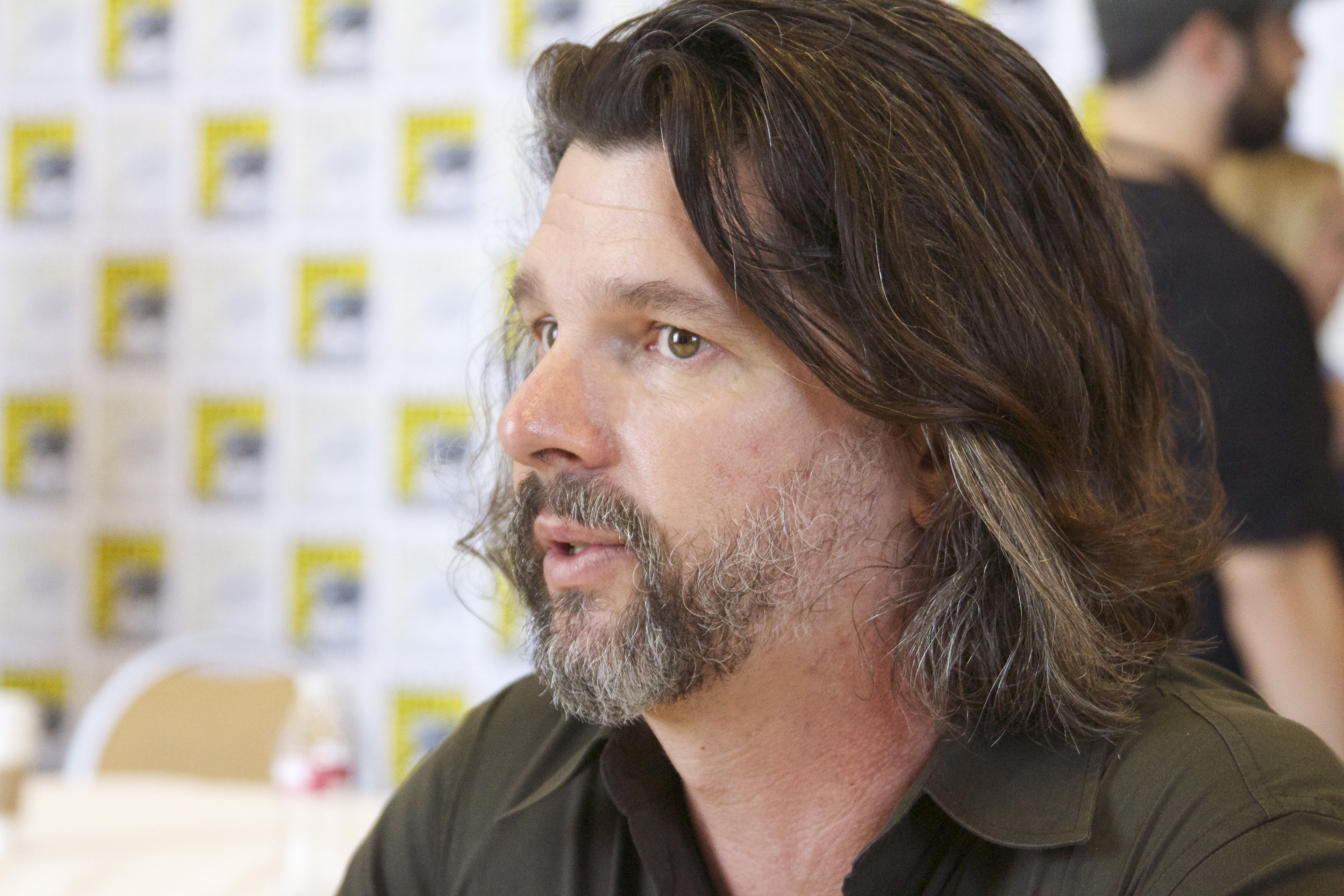
Lo sceneggiatore Ronald D. Moore

A partire dal 2000 alcuni dei romanzi e fumetti relativi a Star Trek, che vengono ufficialmente concessi in licenza ma non considerati canonici, hanno caratterizzato seri rapporti diretti tra persone dello stesso sesso, incluso il ritratto di un personaggio canonico minore come gay.
Nel 2005 Dante's Cove debuttò nella televisione via cavo "Here TV". La serie incluse coppie sia gay che lesbiche le quali si occupavano di situazioni soprannaturali verificantesi nell'omonima cittadina costiera. L'anno seguente sulla televisione satellitare Syfy fece il suo debutto Eureka; la serie mise in luce una città immaginaria in Oregon che consisteva quasi interamente di persone ritenute essere dei geni. Tra questi vi era incluso anche il proprietario del caffè cittadino Vincent il quale tra le altre cose era anche gay.

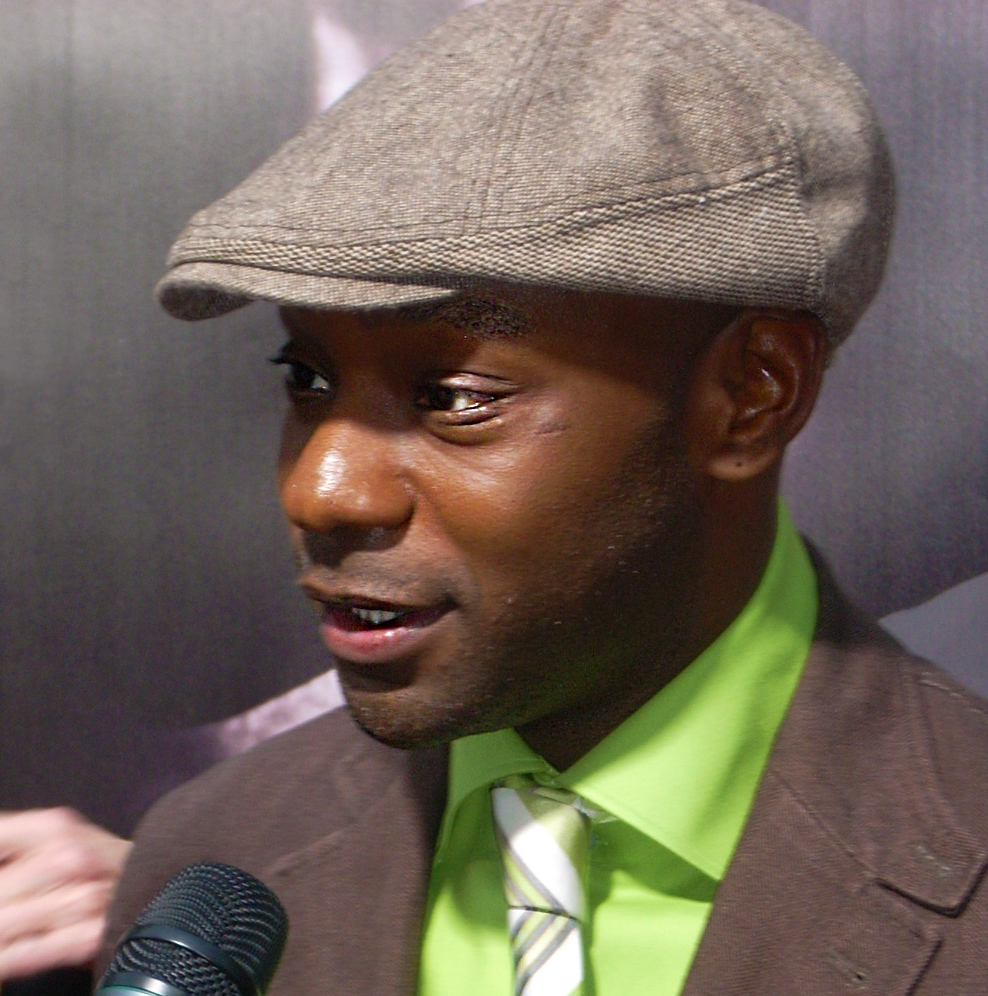
Nelsan Ellis interpreta il personaggio di Lafayette Reynolds in True Blood

HBO ha portato True Blood in prima linea nella televisione di genere gay, introducendo una varietà di personaggi pansessuali sul piccolo schermo nel 2008, tra i quali si possono citare Lafayette Reynolds (interpretato da Nelsan Ellis), Jesus Velasquez (interpretato da Kevin Alejandro), Tara Thornton (interpretata da Rutina Wesley), Pam Ravenscroft (interpretata da Kristin Bauer van Straten), Eddie Fournier (interpretato da Stephen Root), Russell Edgington (interpretato da Denis O'Hare) e per finire anche il reverendo Steve Newlin (interpretato da Michael McMillian).

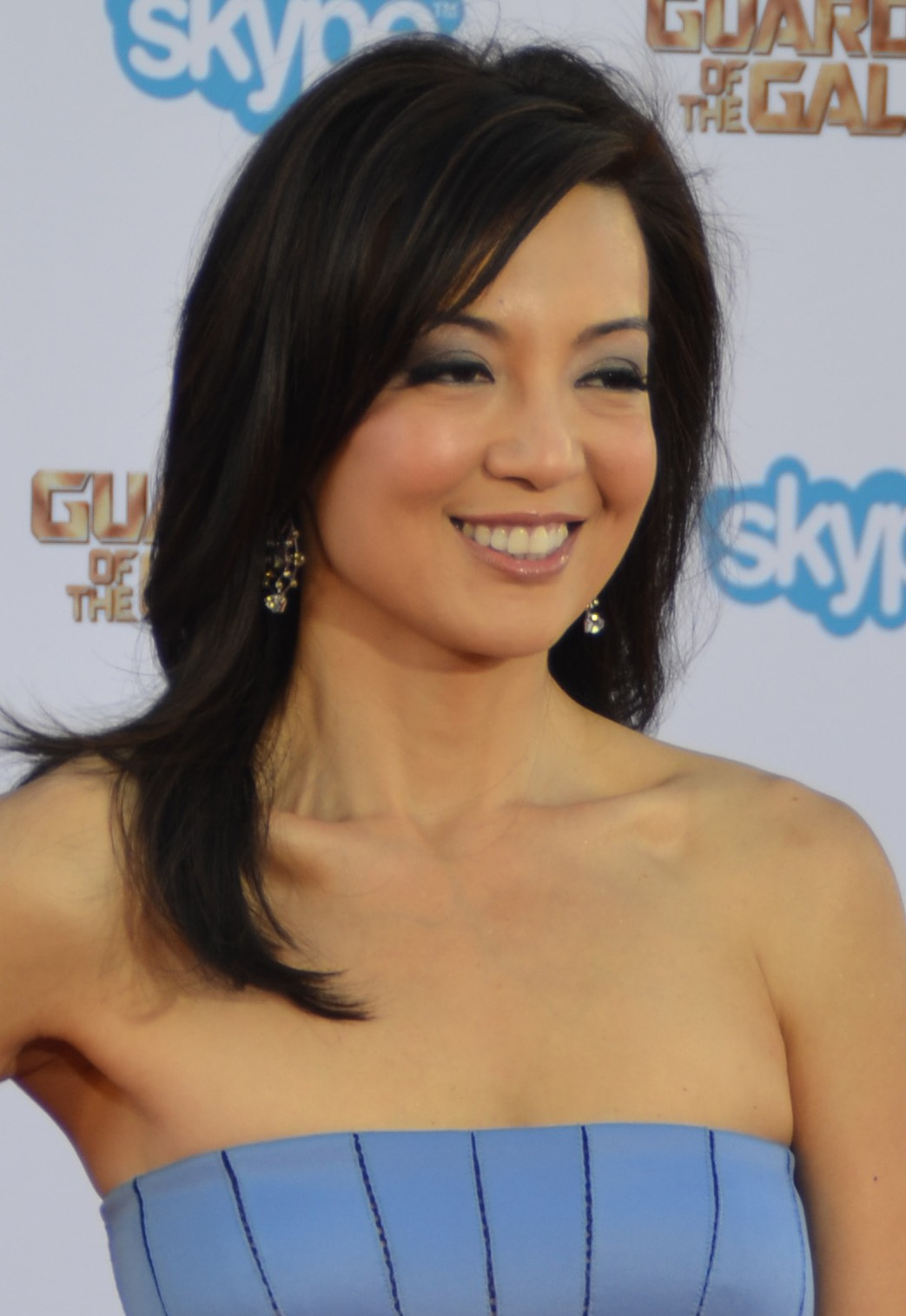
Ming-Na Wen interpreta il personaggio di Camille Wray in Stargate Universe

Stargate Universe nel 2009 è divenuto il primo spettacolo fantascientifico ambientato nello spazio profondo a presentare un personaggio omosessuale nel suo cast principale, "Camille Wray" interpretato da Ming-Na Wen; egli è stato anche il primo personaggio omo della serie nonché il primo lesbico di origini asioamericane veduto in prima serata.
La trama prevedeva nel prosieguo una relazione a lungo termine con la sua partner legata al pianeta Terra Sharon (interpretata da Reiko Aylesworth), il cui ritratto realistico è stato accolto assai positivamente sia dalla comunità lesbica che dalla stampa. Il programma subì però la cancellazione dopo appena 2 stagioni.

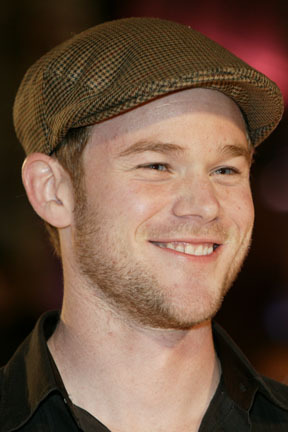
Aaron Ashmore interpreta il personaggio di Steve Jinks in Warehouse 13

Nel 2009 Warehouse 13 è stata presentata in anteprima sulla rete via cavo "Syfy". Nel corso della vicenda la serie ha introdotto un personaggio di nome Steve Jinks (interpretato dall'attore Aaron Ashmore), un agente governativo gay incaricato di assistere al contenimento di bizzarri artefatti.
Nel 2010 è stata prodotta e messa in onda una serie prequel di Battlestar Galactica intitolata Caprica; questa ha evidenziato un mondo futuro in cui il matrimonio tra persone dello stesso sesso era divenuto un avvenimento del tutto comune. Uno dei personaggi principali di nome Sam Adama (interpretato da Sasha Roiz) - fratello di Joseph - aveva un marito di nome Larry (interpretato da Julius Chapple).
Nel 2011 la stazione via cavo Syfy ha presentato in anteprima Being Human, una versione americanizzata della precedente serie britannica omonima di due anni prima. Un personaggio lesbo di nome Emily Levison (interpretato dall'attrice Alison Louder) è stato presentato come la sorella di uno dei protagonisti, Josh.
Nello stesso anno la serie via cavo di FX intitolata American Horror Story ha messo in luce la coppia di fantasmi gay Chad Warwick e Patrick (interpretati rispettivamente da Zachary Quinto e Teddy Sears). La stazione "HBO" ha nel frattempo fatto debuttare Il Trono di Spade, basato sulla serie romanzesca Cronache del ghiaccio e del fuoco creata da George R. R. Martin.

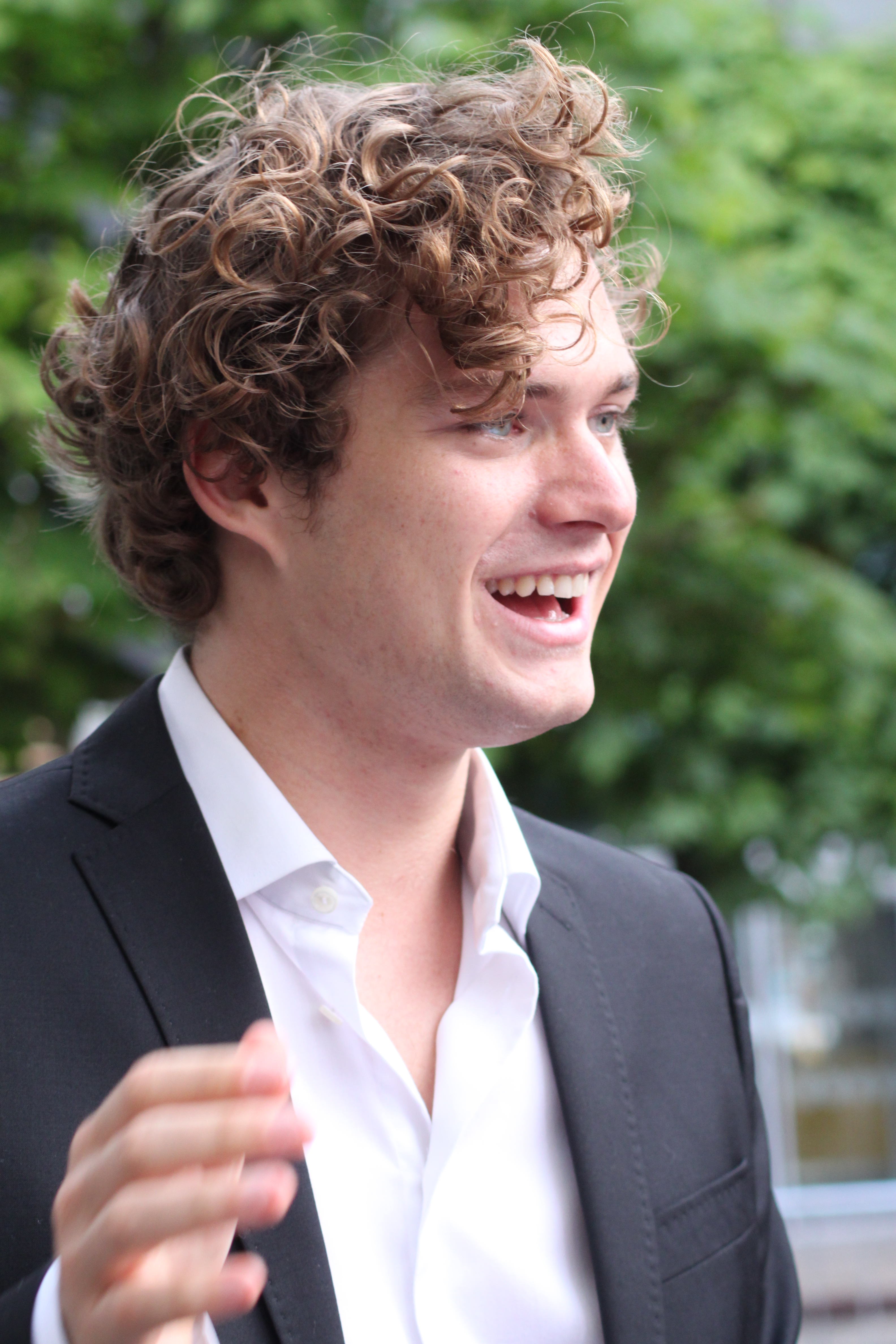
Finn Jones interpreta il personaggio di Loras Tyrell nella serie Il Trono di Spade

Questa includeva anche la coppia gay composta da Renly Baratheon della Casa Baratheon e Loras Tyrell della Casa Tyrell (interpretati rispettivamente dagli attori Gethin Anthony e Finn Jones).
MTV ha poi presentato in anteprima Teen Wolf; uno dei personaggi raffigurati è un giocatore di lacrosse delle scuole superiori gay di nome Danny Mahealani (interpretato da Keahu Kahuanui).

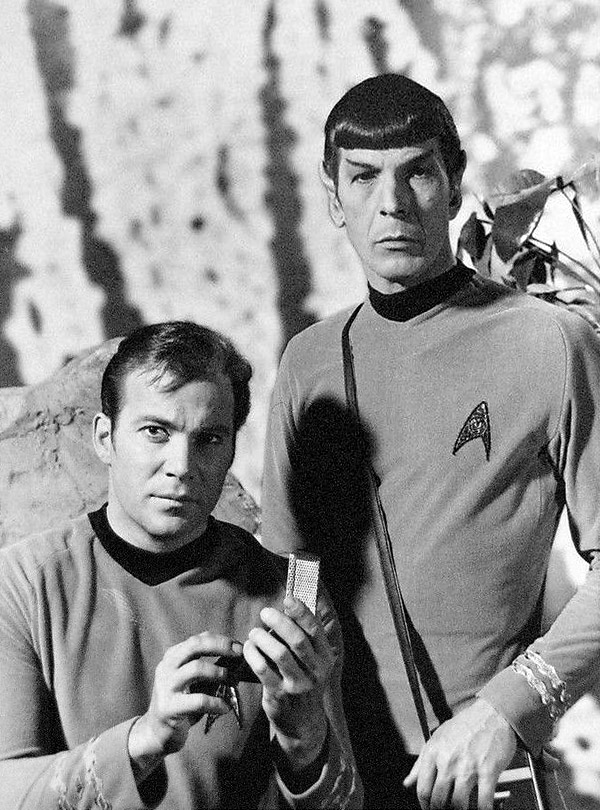
James T. Kirk e Spock, interpretati rispettivamente da William Shatner e Leonard Nimoy

### Slash fiction
I più stretti rapporti di amore platonico tra maschi in televisione e nel cinema di fantascienza sono stati reinterpretati dai fan come slash fiction; quello tra il capitano James T. Kirk e Spock ne è il primo esempio storicamente accertato.
Lo "Slash" non può essere distribuito commercialmente a causa del copyright e fino agli anni 1990 inoltrati non veniva distribuito o pubblicato neppure in Zine.
Con l'avvento di Internet la comunità virtuale degli appassionati e gli scrittori di slash hanno iniziato a raggrupparsi in siti come fanfiction.net; ed altri di fanzine dedicati a famosi media franchise di genere fantastico come X-Files e Star Trek in primis sono diventati alquanto comuni.
L'uso di personaggi delle principali serie in "letture gay" ha causato azioni legali: la Lucasfilm ha mandato ad interrompere e far desistere gli ordini per impedire delle reinterpretazioni omosessuali dei personaggi di Guerre stellari; mentre Anne Rice è celebre per i suoi tentativi di fermare la produzione di slash fiction basato sui suoi personaggi delle Cronache dei vampiri, anche se poi molte di queste figure risultano essere per lo meno bisessuali già nel canone.
La narrativa slash è stata descritta come importante per il movimento LGBT e per la formazione di un'identità queer, poiché rappresenta una resistenza all'aspettativa dell'"eterosessualità obbligatoria"; ma è stata anche considerata non rappresentativa della comunità gay, essendo più un mezzo di comunicazione di massa utilizzato per lo più per esprimere le insoddisfazioni femministe nei confronti della narrativa fantastica.

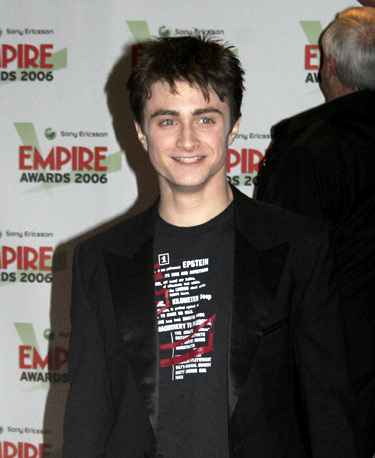
Daniel Radcliffe interpreta il personaggio di Harry Potter

Secondo vari sondaggi la maggior parte dei fandom slash è composta da donne eterosessuali laureate; questi dati demografici indicano quindi un'età più matura rispetto ad esempio dei fan degli yaoi e tendono pertanto ad essere più facilmente disturbati dallo slash che descrive la sessualità adolescenziale in generale e l'omosessualità adolescenziale in particolar modo, ma questo sta diventando sempre meno vero a causa della vasta popolarità della narrativa slash ispirata ad esempio a Harry Potter.
Il Femslash è un sottogenere della narrativa slash che si concentra su relazioni romantiche e/o sessuali tra personaggi femminili fittizi. Generalmente i personaggi presenti sono eterosessuali nell'universo canonico; tuttavia, simili fan-fiction sui personaggi lesbici sono comunemente etichettati come femslash per comodità.
Vi è decisamente meno femslash di quanto non vi sia slash basato su coppie maschili; è stato suggerito che gli autori di personaggi femminili eterosessuali generalmente non scrivono femslash e che è inoltre assai raro trovare un fandom con due protagoniste sufficientemente coinvolgenti.
Quello di Kathryn Janeway e Sette di Nove in Star Trek: Voyager è il principale accoppiamento femslash di Star Trek, poiché solo loro hanno "una relazione sullo schermo irta di una profonda connessione emotiva quand'anche non apertamente conflittuale".
Esiste poi un dibattito aperto sul fatto che le fan-fiction sulle lesbiche canoniche come Willow Rosenberg e Tara di Buffy l'ammazzavampiri possano valere come "slash"; le loro storie di relazione sono molto più timidamente accennate rispetto a quelle eterosessuali, il che attira gli autori slash per poter così riuscire a colmare le lacune della relazione nota presente nella trama ufficiale.
È infine un fatto "relativamente recente" che gli scrittori maschi hanno anch'essi cominciato a scrivere femslash.

## Reazioni della comunità dei fan
Si registra una lunga storia di tolleranza nei riguardi delle persone LGBT da parte del fandom di opere di finzione fantastiche. La presenza di membri gay venne già notata dai partecipanti alle prime convention, ma generalmente non fu mai discussa; l'idea stessa che i membri gay o lesbiche avrebbero potuto voler cercare un riconoscimento all'interno della comunità rimase però totalmente impensabile. Un'accusa negli anni 1940 rivolta da un editore di fanzine sul fatto che il "Los" - L'associazione di fantascienza di Angeles - fosse "piena di membri gay" causò un autentico scandalo nei circoli dei fan.

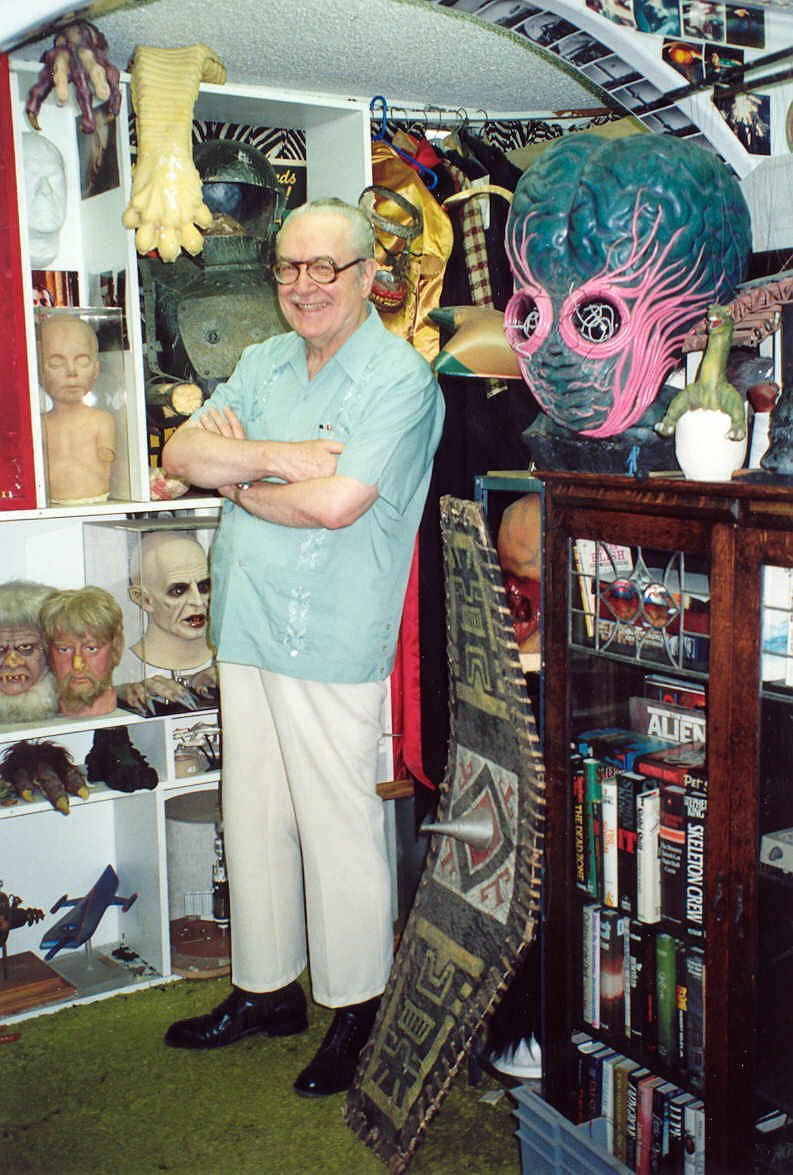
Foto di Forrest J. Ackerman

Tra gli appassionati di spicco Forrest J. Ackerman viene considerato uno dei primi membri del fandom a supportare apertamente il movimento LGBT e i diritti LGBT nel mondo. Risultò inoltre essere ben noto per aver scritto la prima narrativa lesbica e aiutato nella pubblicazione di The Ladder, il giornale del movimento lesbico di recente formazione, le Daughters of Bilitis.
Dichiarò infine che il gruppo lo ha definito "lesbica onoraria" per l'impegno ed il lavoro svolto oltre che per avere scritto sotto pseudonimo la prima autentica opera di "lesbian SF" nel 1947 su Vice Versa, la fanzine lesbica di Lisa Ben.

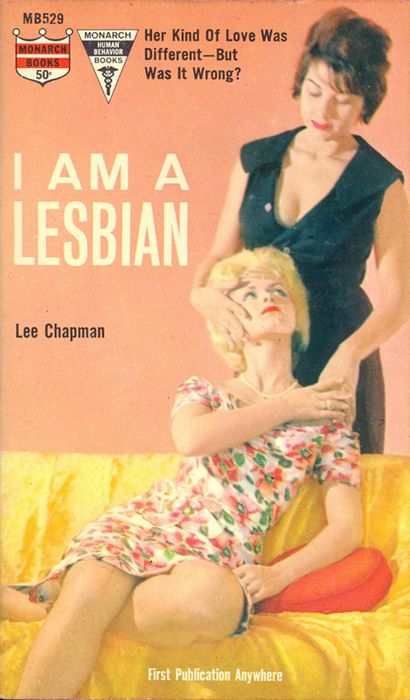
Copertina di I Am A Lesbian di Lee Chapman (alias Marion Zimmer Bradley) del 1962

Con l'aumento costante del numero di romanzi e racconti con personaggi LGBT, aumenta anche la visibilità dei fan LGBT. Almeno fin dal 38° Worldcon del 1980 (Noreascon Two), vi furono dei raduni di membri gay e gay-friendly della comunità di SF, tra cui Samuel R. Delany, Marion Zimmer Bradley e Melissa Scott.
Nonostante ciò, tuttavia, tali incontri non indicarono ancora necessariamente un'accettazione sincera all'interno della comunità e i fan di gay e lesbiche non furono pertanto considerati come un gruppo di interesse unificato; gli incontri informali alle conferenze e la tentata creazione di una newsletter appositamente per i fan LGBT hanno attirato ben poco l'attenzione.
Il networking tra i fan gay però continuò, finalmente coalizzandosi al "Worldcon" del 1986 in un piano d'azione concertato; ciò portò alla prima convention di fantascienza di Gaylaxicon la quale si tenne nel 1988 e successivamente alla creazione del "Gaylactic Network" e dei "Gaylactic Spectrum Awards" da parte della comunità.
Le discussioni a tema gay sono ormai un punto fermo ai convegni del tipo "WisCon"; ad esempio WisCon 30 presentò un pannello che parlava di "Why Women Write About Gay Men", e il "38° World Science Fiction Convention di Boston" ospitò un pannello di discussione dal titolo "The Closed Open Mind - Omofobia in fantascienza e nelle storie di fantasy.
Altri autori come Orson Scott Card sono stati aspramente criticati dalla comunità LGBT per le loro opere o opinioni, che sono state descritte come omofobiche.
Una certa fantasy con trama lesbica è indirizzata specificamente ad un pubblico lesbico, piuttosto che ai fan nel loro complesso e viene pubblicata da piccole riviste di fiction femministe o di letteratura lesbica come Bella Books, Bold Strokes Books, Ylva Publishing, Regal Crest Enterprises, Bedazzled Ink, Intaglio Publications e Spinsters Ink. Katherine V. Forrest è una delle autrici di nota che scrive fantascienza edita da case editrici lesbiche.

## Premi alla narrativa fantastica LGBT
Esistono numerosi premi che riconoscono le opere situate all'incrocio tra LGBT e narrativa fantastica:
- I premi Gaylactic Spectrum Awards sono dedicati a opere di fantascienza, fantasy e horror che includono esplorazioni positive di personaggi, temi o questioni riguardanti i gay, le lesbiche, i bisessuali o le persone transgender. I premi sono stati istituiti nel 1999 e vengono assegnati per i migliori romanzi, cortometraggi e altri lavori dell'anno precedente. Le opere prodotte prima dell'inizio dei premi possono essere inserite nella Hall of Fame[232].
- I Lambda Literary Awards includono premi per fantascienza, fantasy e horror. I premi sono stati presentati per la prima volta nel 1989, con categorie separate per la narrativa per lesbiche e gay; nel 1993 queste categorizzazioni sono state fuse e il premio combinato ha subito diverse modifiche del nome da allora in poi. Sebbene i premi siano assegnati in base alla qualità della scrittura e ai temi LGBT, anche l'orientamento sessuale dell'autore è un fattore d'inclusione[233].
- Il Premio James Tiptree Jr. onora opere di fantascienza o fantasy che espandono o esplorano la comprensione dell'identità di genere[234]; pertanto spesso si tratta di lavori che trattano direttamente o tangenzialmente con problematiche inerenti agli omosessuali, i bisessuali o i transessuali[235].
- I Golden Crown Literary Society Awards (o "Goldies") vengono assegnati a opere contenenti temi lesbici o raffigurazioni di personaggi lesbici. I premi vengono assegnati in numerose categorie, tra cui la narrativa fantastica (o "Fantascienza/Fantasy/Horror") e il paranormal romance[236][237].